# 42 Pułk Piechoty (II RP)

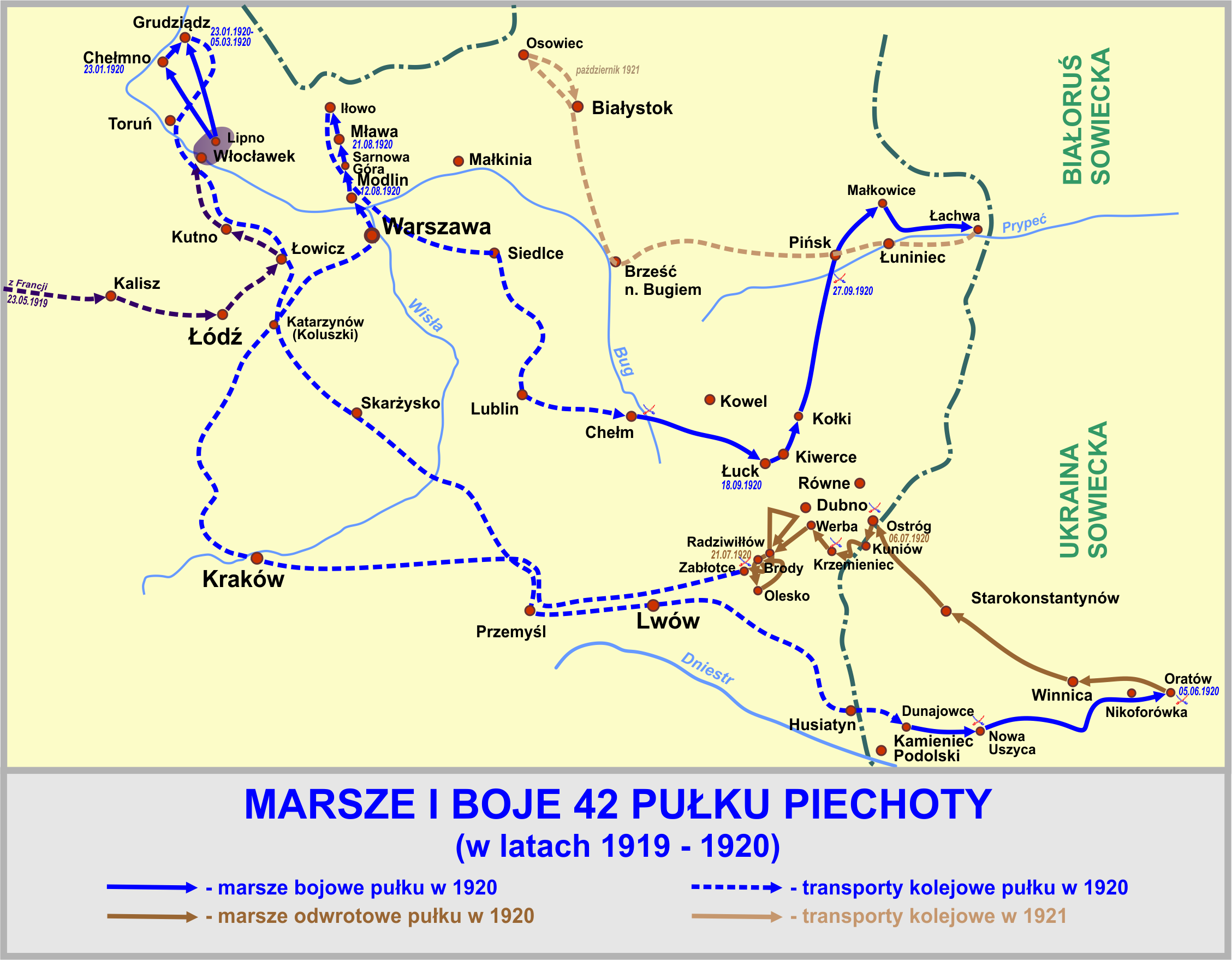

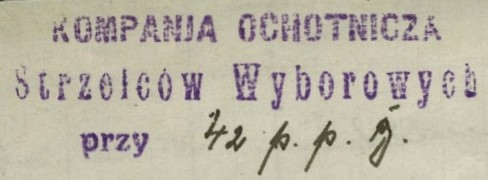
Odcisk pieczęci Kompanii Ochotniczej Strzelców Wyborowych przy 42 pp

42 Pułk Piechoty im. Generała Jana Henryka Dąbrowskiego (42 pp) – oddział piechoty Armii Polskiej we Francji, Wojska Polskiego i Armii Krajowej.
Pułk swój rodowód wywodzi od sformowanego w 1918 we Włoszech 3 Pułku Strzelców im. Józefa Poniatowskiego. W marcu 1919 przewieziony został do Francji, poddany reorganizacji i przemianowany na 1 instrukcyjny pułk Grenadierów – Woltyżerów, a potem na 13 pułk strzelców polskich. Po zjednoczeniu Armii Polskiej we Francji z Wojskiem Polskim, oddział otrzymał nazwę – 150 pułk Strzelców Kresowych, niedługo potem 42 pułk Strzelców Kresowych, by w styczniu 1920 przyjąć ostateczną nazwę 42 pułk piechoty.
Po przyjeździe do Polski pułk brał udział w przejmowaniu z rąk niemieckich Pomorza i zaślubinach Polski z morzem. Chrzest bojowy żołnierze przeszli 19 marca 1920 na Podolu, a następnie w składzie 18 Dywizji Piechoty brali udział w wyprawie kijowskiej. Podczas wojny z bolszewikami pułk walczył pod Mławą. Szlak wojenny zakończył nad rzeką Słucz w rejonie Kowla.
W okresie międzywojennym do 1922 pułk stacjonował w Twierdzy Osowiec, a następnie w Białymstoku przy ulicy Traugutta 3. W czasie wojny obronnej 1939 walczył w składzie macierzystej 18 Dywizji Piechoty w ramach Samodzielnej Grupy Operacyjnej „Narew”. Bronił między innymi odcinka „Ostrołęka” i walczył pod Nowogrodem. Rozbity 12 września w bitwie pod Łętownicą.

## Formowanie i zmiany organizacyjne
W grudniu 1918 roku komendant obozu w Santa Maria Capua Vetere kapitan marynarki Czesław Petelenz nakazał rozpocząć formowanie 3 Pułku Strzelców imienia ks. Józefa Poniatowskiego. Na dowódcę pułku został wyznaczony kapitan Witold Wartha. Do pułku wcielono Polaków, jeńców z cesarskiej i królewskiej Armii. W ciągu trzech tygodni zorganizowano trzy bataliony po cztery kompanie. Oddział nie posiadał uzbrojenia i ekwipunku. Żołnierze posiadali mundury c. i k. Armii.
4 marca 1919 roku oddział wyjechał z Włoch i udał się koleją do Francji. W Voulx I i III bataliony połączone zostały z trzema kompaniami instrukcyjnymi (nr 21, 22 i 23) złożonymi z francuskich oficerów i podoficerów oraz z Polaków, jeńców z armii niemieckiej i ochotników z Ameryki. Z połączonych pododdziałów zorganizowany został 1 instrukcyjny pułk Grenadierów – Woltyżerów. Broń, sprzęt techniczny i tabory jednostka otrzymała od 225 rezerwowego pułku piechoty. W maju tego roku oddział został przemianowany na 13 pułk strzelców polskich i włączono go w skład armii generała Józefa Hallera. 20 maja pułk rozpoczął przegrupowanie do Polski. Trzy dni później pierwszy transport kolejowy ze sztabem pułku przejechał granicę polsko-niemiecką. Po przybyciu do kraju zmieniono nazwę oddziału na 13 pułk strzelców pieszych. Dowództwo pułku i II batalion zostało rozlokowane we Włocławku, I batalion w Górnym Szpetalu i Lipnie, a III batalion w Kowalu. 1 września, po zjednoczeniu Armii Polskiej we Francji z Wojskiem Polskim, oddział otrzymał nazwę – 150 pułk Strzelców Kresowych. 28 października pułkowi nadano nazwę 42 pułku Strzelców Kresowych. 29 stycznia 1920 jednostka została po raz ostatni przemianowana na 42 pułk piechoty.
W grudniu 1919 batalion zapasowy pułku stacjonował w Białymstoku.
| Obsada personalna pułku w 1920           | Obsada personalna pułku w 1920              |
| Stanowisko                               | Stopień, imię i nazwisko                    |
| ---------------------------------------- | ------------------------------------------- |
| Dowódca                                  | ppłk Karol Szemiot (do 22 VI)               |
| Dowódca                                  | kpt. Władysław Zagórski (do 24 VII)         |
| Dowódca                                  | wz. kpt. Józef Jasiński (26 VII – 1 VIII)   |
| Dowódca                                  | kpt. Ludwik Krynicki                        |
| Adiutant                                 | ppor. Edmund Jeski [Liski?]                 |
| Oficer gazowy                            | ppor. Paweł Iwanciów                        |
| Oficer gazowy                            | ppor. Marian Pichl                          |
| Lekarz                                   | kpt. lek. dr Jan Garbowski                  |
| Kapelan                                  | ks, kap. Birnbaum                           |
| Dowódca I batalionu                      | kpt,/ppłk Adam Bazylewicz                   |
| Dowódca I batalionu                      | por. Galiński                               |
| Dowódca I batalionu                      | kpt. Karol Roman Zagórski (V VII)           |
| Adiutant                                 | por. Husiakiewicz (ranny 14 IV)             |
| Dowódca 1 kompanii                       | por. Karol Suchanek                         |
| Dowódca 1 kompanii                       | por. Edmund liski                           |
| Dowódca plutonu                          | sierż. Józef Bartel                         |
| Dowódca 2 kompanii                       | ppor. Marian Pichl                          |
| Dowódca plutonu                          | sierż. Józef Bem                            |
| Dowódca 3 kompanii                       | ppor. Franciszek Dębiec (†24 VII)           |
| Dowódca 3 kompanii                       | ppor. Józef Zolna                           |
| Dowódca plutonu                          | pchor. Gustaw Załęski                       |
| Dowódca plutonu                          | sierż. sztab. Marcin Broniewski († 24 VII)  |
| Dowódca plutonu                          | sierż. Franciszek Przybył                   |
| Dowódca 4 kompanii                       | N.N.                                        |
| Dowódca 1 kompanii km                    | por. Edward Kantecki?                       |
| Dowódca II batalionu                     | kpt. Karol Jeżowski                         |
| Dowódca 5 kompanii                       | N.N.                                        |
| Dowódca 6 kompanii                       | por. Rój (ranny 14IV)                       |
| Dowódca 6 kompanii                       | ppor. Franciszek Kopaczyński                |
| Dowódca 7 kompanii                       | ppor. Julian Podkowski                      |
| Dowódca 8 kompanii                       | por. Feliks Moskulski?                      |
| Dowódca 2 kompanii km                    | ppor. Kazimierz Marczewski                  |
| Dowódca III batalionu                    | por. Władysław Trzeciak († 10 IV)           |
| Dowódca III batalionu                    | por. Józef Bochniak                         |
| Dowódca III batalionu                    | mjr Witold Wartha (V)                       |
| Dowódca III batalionu                    | kpt./mjr Józef Jasiński (ranny 8 VII)       |
| Lekarz                                   | por. lek. dr Mieczysław Weisberg († 24 VII) |
| Dowódca 9 kompanii                       | N.N.                                        |
| Dowódca 10 kompanii                      | N.N.                                        |
| Dowódca 11 kompanii                      | N.N.                                        |
| Dowódca 12 kompanii                      | N.N.                                        |
| Dowódca 3 kompanii km                    | ppor. Władysław Trzeciak                    |
| Dowódca 4 kompanii km                    | pchor. Adam Lipski                          |
| Oficer baonu                             | por. Aleksander Janicki                     |
| Oficer baonu                             | por. Albert Ulrych († 6 VII)                |
| Oficer pułku                             | kpt. Tadeusz Jeziorański (VI)               |
| Oficer pułku                             | kpt. Władysław Kortowski                    |
| Oficer pułku                             | por. Kazimierz Czechowicz († 24 VII)        |
| Oficer pułku                             | ppor. A. Grudziński                         |
| Oficer pułku                             | por. Mieczysław Mijał († 23 VII)            |
| Oficer pułku                             | ppor. Kazimierz Sielski († 24 VII)          |
| Oficer pułku                             | pchor. Józef Górecki                        |
| Lekarz (przydział nieustalony)           | por. lek. dr Ignacy Lewi (chory)            |
| Lekarz (przydział nieustalony)           | pchor. podlek. Henryk Chyrczakowski         |
| Oficer sanitarny (przydział nieustalony) | pchor. san. Aleksander Bender               |
| Oficer sanitarny (przydział nieustalony) | pchor. san. Tadeusz Kowenicki               |

## Pułk w walce o granice
Zajęcie Pomorza
Decyzjami traktatu wersalskiego Polsce przypadła cześć Pomorza. W ramach Frontu Pomorskiego utworzona została Grupa gen. Stanisława Pruszyńskiego. Jej zadaniem było przejecie terytorium od Włocławka do wschodniego brzegu Wisły. W skład grupy wszedł między innymi 42 pułk Strzelców Kresowych. W styczniu 1920 pułk przybył do Lipna. Tu też stawiły się przydzielone pułkowi pododdziały: szwadrony 2 pułku szwoleżerów, baterie 11 pułku artylerii ciężkiej i 113 pułku artylerii polowej, pluton łączności, tabory i poczta polowa nr 329 i 318. 14 stycznia 1920 z Lipna do Kikoła pułk wyruszył dwoma kolumnami. Kolumna pod dowództwem płk. Jana Szyszkowskiego maszerowała przez Lipnicę, Popowo, Wąbrzeźno, Ostaszewo i Radzyń. Lewą kolumną dowodził początkowo por. Czechowski, a później kpt. Karol Jeżowski. Maszerowała ona przez Lubicz, Wąbrzeźno, Chełmżę i Chełmno. Obie kolumny 23 stycznia dotarły do Kikoła. Przyjęcie żołnierzy polskich przez ludność Pomorza było zazwyczaj serdeczne. Szczególnie uroczyście przebiegało powitanie pułku w Chełmnie i Grudziądzu. Do miasta wjechał samochodem gen. Stanisław Pruszyński i płk Jan Szyszkowski, a za nimi defilowały kompanie. W kościele katedralnym Kapituły Chełmińskiej odbyła się msza. W Grudziądzu pułk zajął dawne pruskie koszary i całością sił stacjonował w nowym garnizonie. 9 lutego 1920 reprezentacja pułku pojechała do Pucka na ceremonię zaślubin Polski z morzem. Podniesiono maszt z polską banderą, wbito w morze słup graniczny, a gen. Józef Haller wrzucił w morze dwa platynowe pierścienie.
Walki na Podolu
5 marca 1920 pułk skierowany został transportem kolejowym poprzez Włocławek, Skierniewice, Kraków, Przemyśl, Lwów i Stanisławów na Podole w rejon Nowej Uszycy. 10 marca wszedł w skład Grupy gen. Franciszka Krajowskiego i obsadził rejon obrony nad rzeką Wierzbówką. 19 marca pułk wziął udział w wypadzie na Wierzbowiec i Kuryłówkę. Był to zarazem jego chrzest bojowy. 12 marca bronił Nowej Uszycy. Walczył też o Korajczyjowiec, Wierzbowiec, Zamiechów i Strugę.
Wyprawa kijowska
W okresie wyprawy kijowskiej 18 Dywizja Piechoty uderzała po osi Bar – Żmerynka – Niemirów. 42 pułk piechoty rozpoczął marsz z rejonu Zamiechowa. Walczył pod Michałowcami, Doliniami, Szerogrodem, Ilińcami, Krasnem, Muratą i Lipowcem by w czerwcu znaleźć się w Oratowie. Pod Oratowem pułk kontratakował. Na stacji kolejowej znajdowały się trzy pociągi pancerne i oddziały bolszewickiej kawalerii. 5 czerwca rozpoczęło się natarcie. I/42 pp nacierał wzdłuż toru na stację kolejową, a III batalion z 8/18 pap miał odciąć odwrót pociągom pancernym. Nieprzyjaciel położył ogień trzech pociągów pancernych na obchodzący w rejon wiaduktu III batalion. Batalion zaległ. W sukurs batalionowi przyszedł pluton 8 baterii chorążego Jakuba Zielonki. Pluton celnym ogniem rozbił jeden z pociągi pancernych. 42 pp nie był jednak w stanie zablokować torów i pociągi bolszewickie zdołały się wycofać.
Działania odwrotowe
Rozpoczął się odwrót całej 6 Armii spod Kijowa. 13 czerwca działania opóźniające rozpoczął 42 pułk piechoty. 14 czerwca walczył z bolszewicką kawalerią pod Skitkami. Nad Bohem w okolicach Nowokonstantynowa przez szereg dni odpierał ataki nieprzyjaciela i tym samym umożliwił wycofanie się macierzystej dywizji oraz nawiązanie łączności taktycznej z 3 Armią. Pułk cofał się nadal przez Starokonstantynów, Szczurowiec, Ostróg, Buderoz, Słupcę, Obgów, Dubno, Krzemieniec, Werb, Rutki, Iwaszczuki, Wołoczyski, Radziwiłłów i Brody. Pod Sulżynem pułk rozbił silne oddziały kawalerii rosyjskiej. Wraz z dywizją brał udział w natarciu na Ostróg i zajął Kuniów. Potem z powodzeniem walczył pod Obgowem i toczył ciężki bój o Krzemieniec. Całkowicie rozbite zostały 403, 404 i 405 bolszewickie pułki piechoty. Zdobyto wozy taborowe, wzięto do niewoli ponad 30 jeńców. Po walkach pułk pozostawał w odwodzie.
W połowie lipca 1920 pułk ładował się na transporty kolejowe i miał być przewieziony do Tarnopola. Część pododdziałów była już w drodze. Wtedy wstrzymano załadunek i skierowano 42 pp do Werb pod Dubno. Potem pułk bił się jeszcze pod Iwaniami Pustymi i Chotyniem. Pod Iwaniszczukami został okrążony. 24 lipca wyszedł z okrążenia i ruszył na Radziwiłłów. Już 25 lipca zajął Brody, a po ciężkich bojach wycofał się na Olesko. Tu do sił głównych dołączył II batalion zawrócony spod Tarnopola i wszedł do walki pod Wołoczyskami.
Pod Warszawą
W sierpniu 18 Dywizja Piechoty została ściągnięta pod Warszawę. 12 i 13 sierpnia w rejon koncentracji w okolicach Modlina przybył 42 pułk piechoty. Tu wcielono do pułku 200 osobową kompanię marszową. Po reorganizacji pułk przeszedł do Płońska. W dniach 15 i 16 sierpnia 1920 walczył w rejonie Sochocina nad Wkrą. Potem ścigał nieprzyjaciela i walczył pod Nasielskiem, Ciechanowcem, Olżynem oraz pod Sońskiem. 21 sierpnia zdobył Mławę. Po krótkim odpoczynku przerzucono go nad Bug do rejonu Dubienka – Kowel. Stąd nacierała w kierunku na Łuck i Kołki. Po przeprawieniu się przez Prypeć do Lubiąża, pułk skierowany został na Janów. Maszerował przez Jasiołdę, Łabiszyn i Dąbrowę i doszedł do Małkowicz. W rejonie Pińska, Łunińca i Łachwy nad Słucza zastało żołnierzy 42 pp zawieszenie broni. Tam jeszcze przez rok pełnił służbę na granicy.
W wojnie polsko-bolszewickiej zginęło 11 oficerów i 112 szeregowych. Za czyny dokonane na polu bitwy nadano żołnierzom 42 pp 32 Ordery Wojskowe Virtuti Militari V klasy oraz 189 Krzyży Walecznych.

### Mapy walk pułku

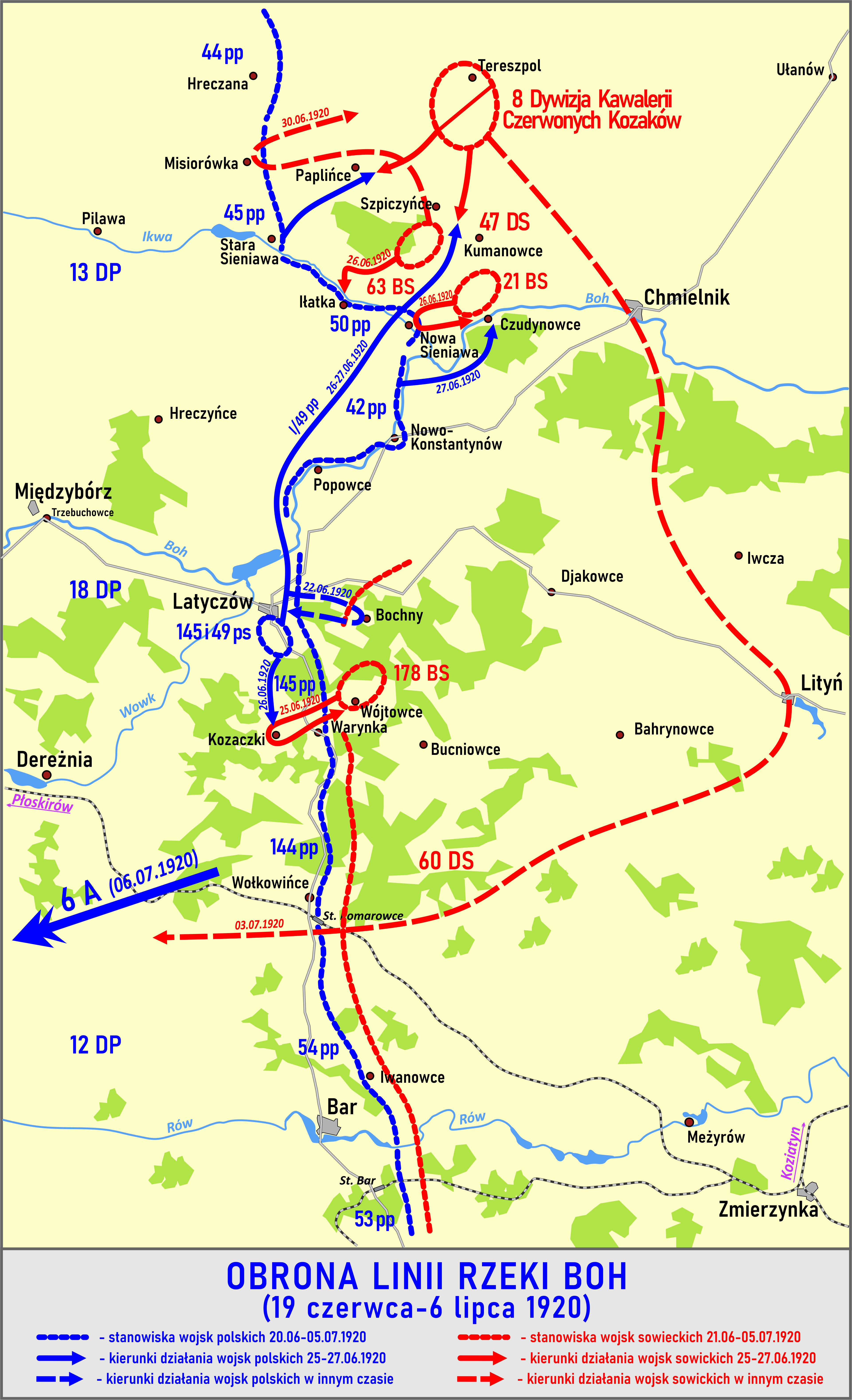
nad Bohem
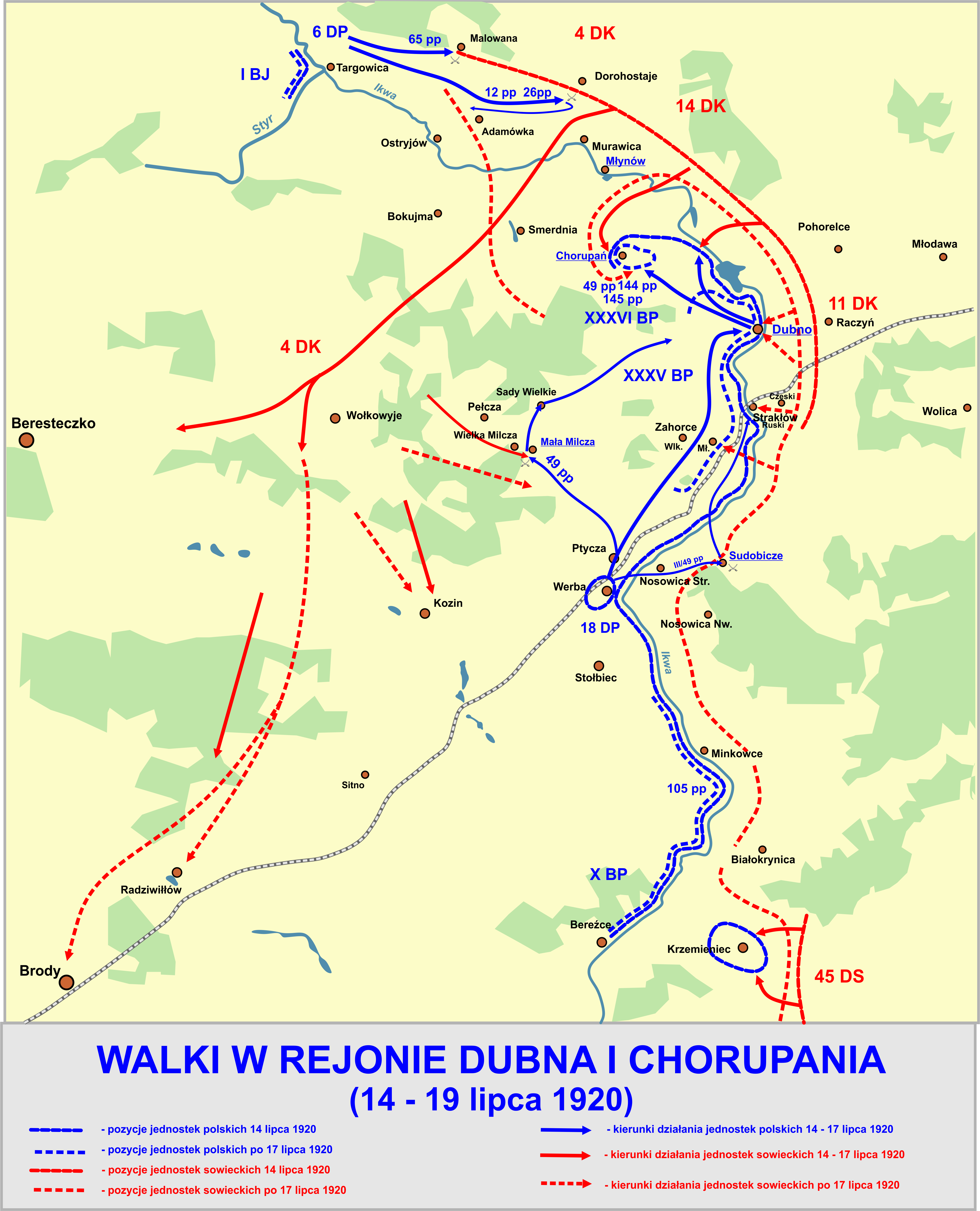
pod Dubnem
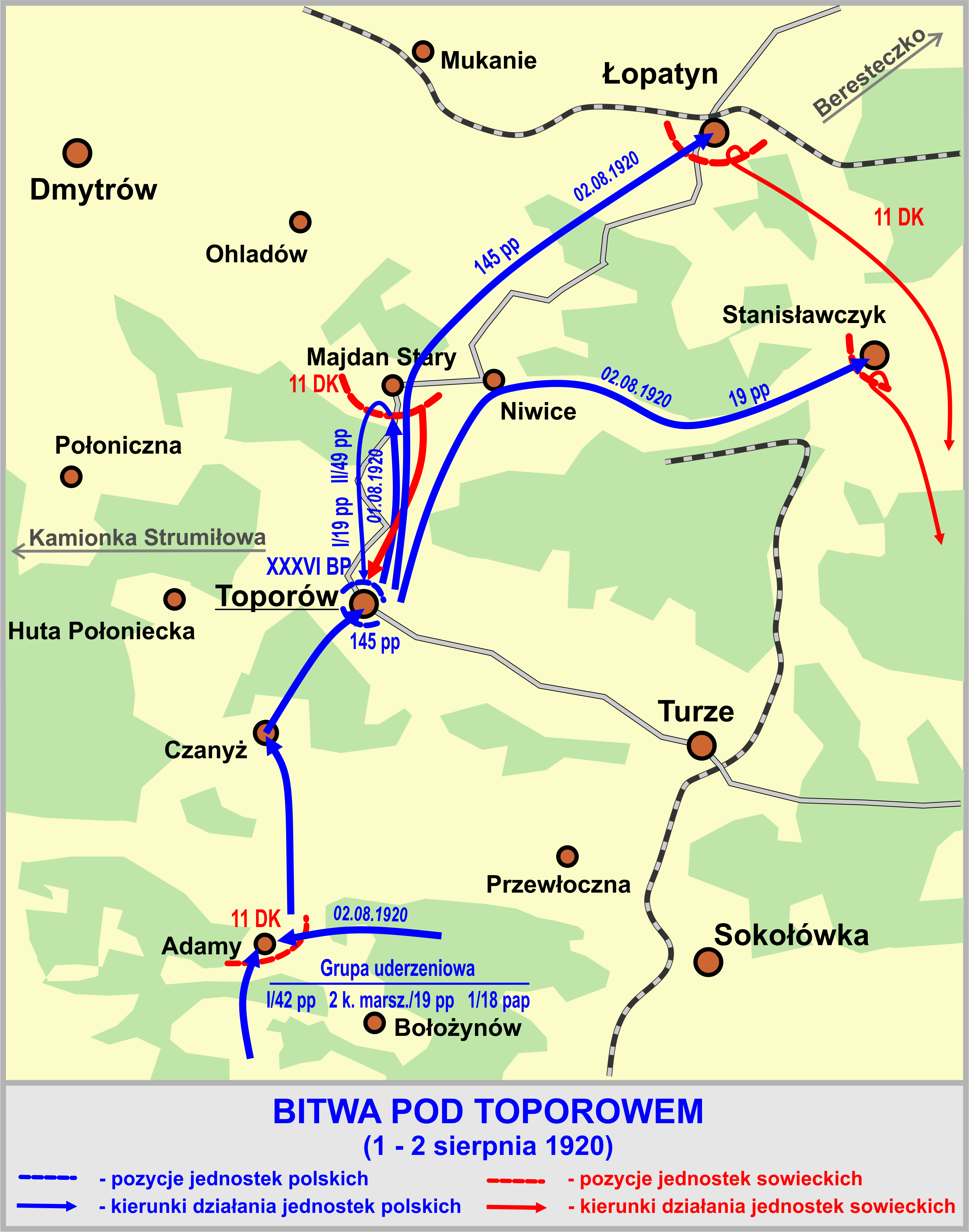
pod Toporowem
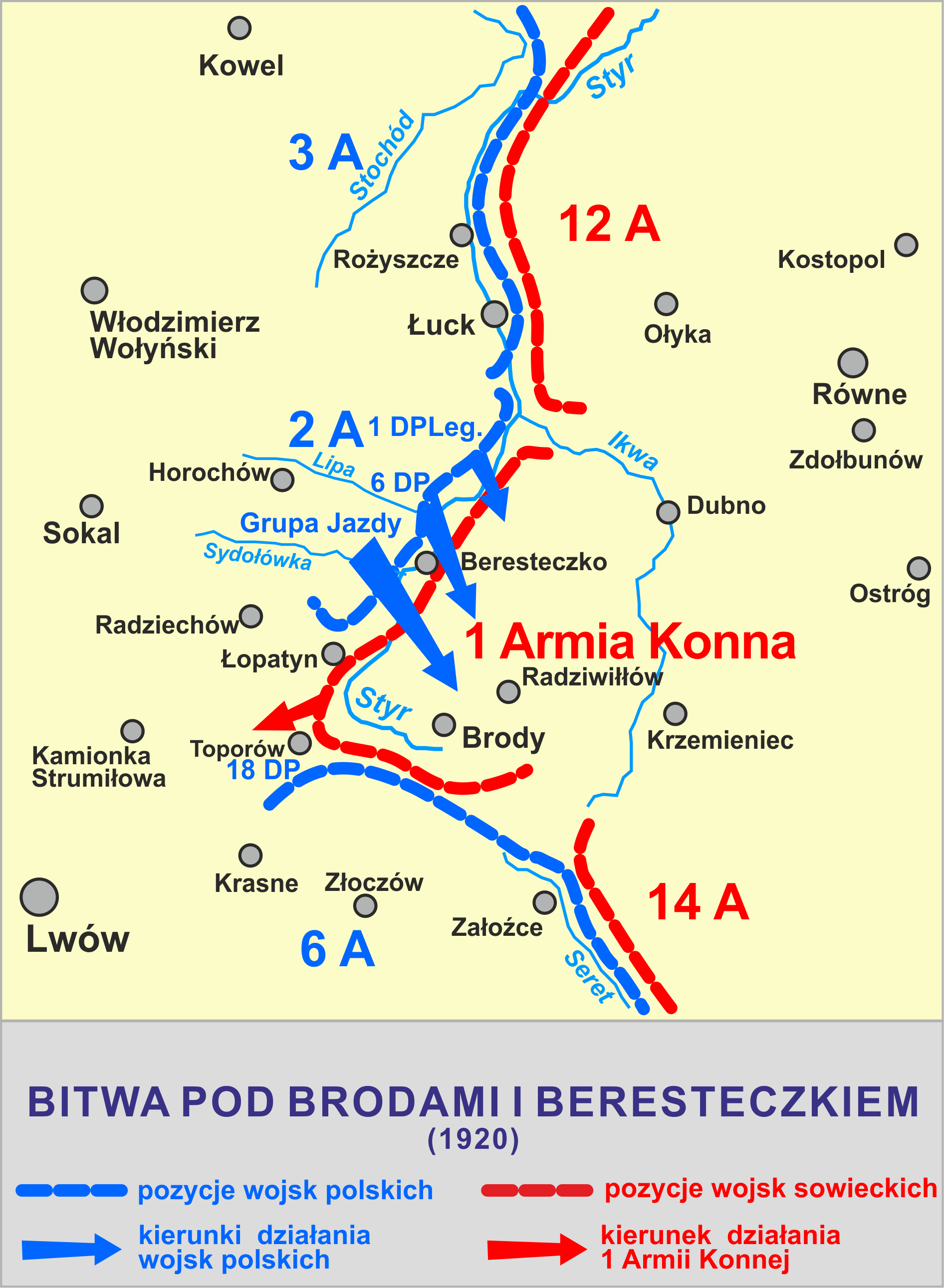
pod Brodami
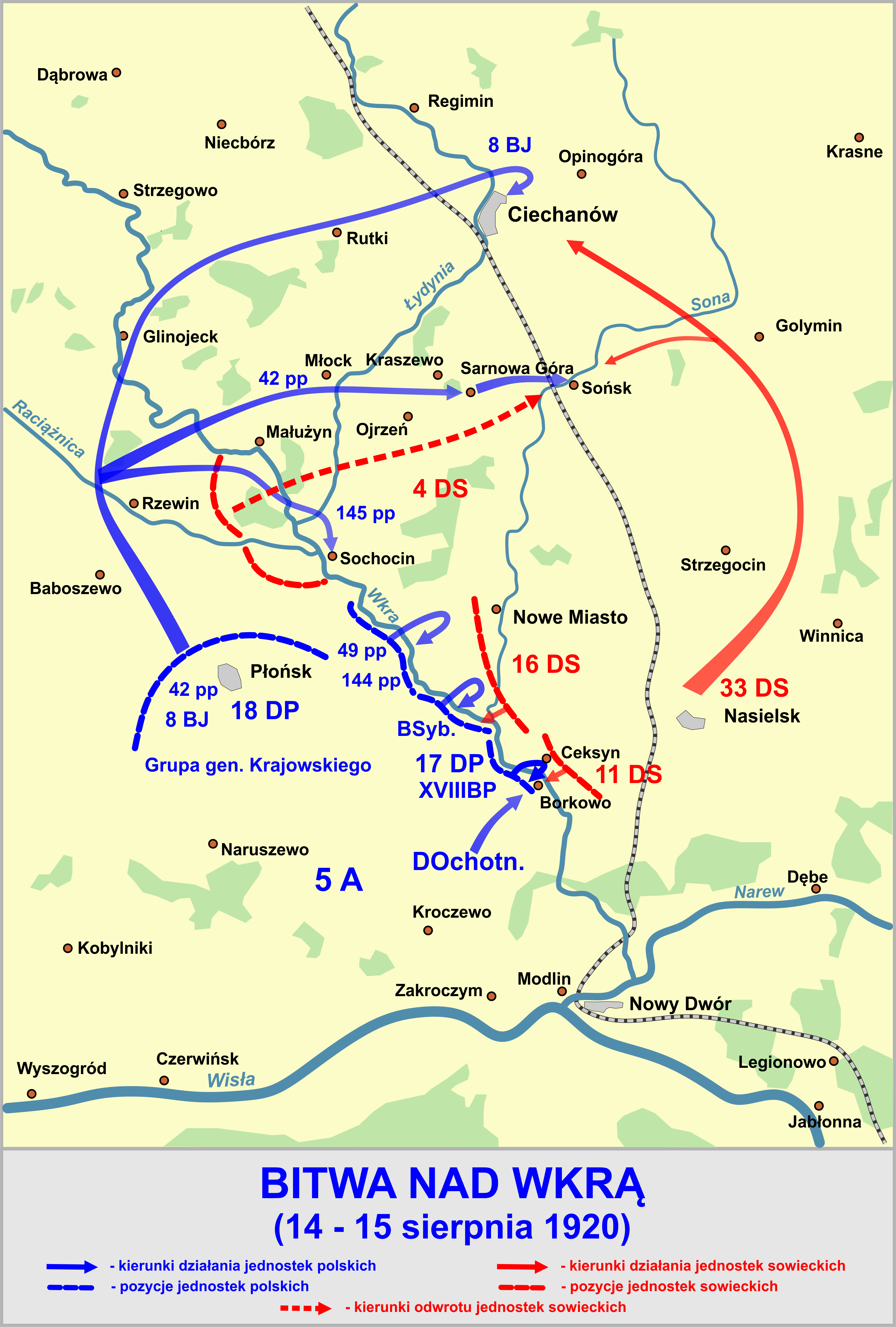
nad Wkrą
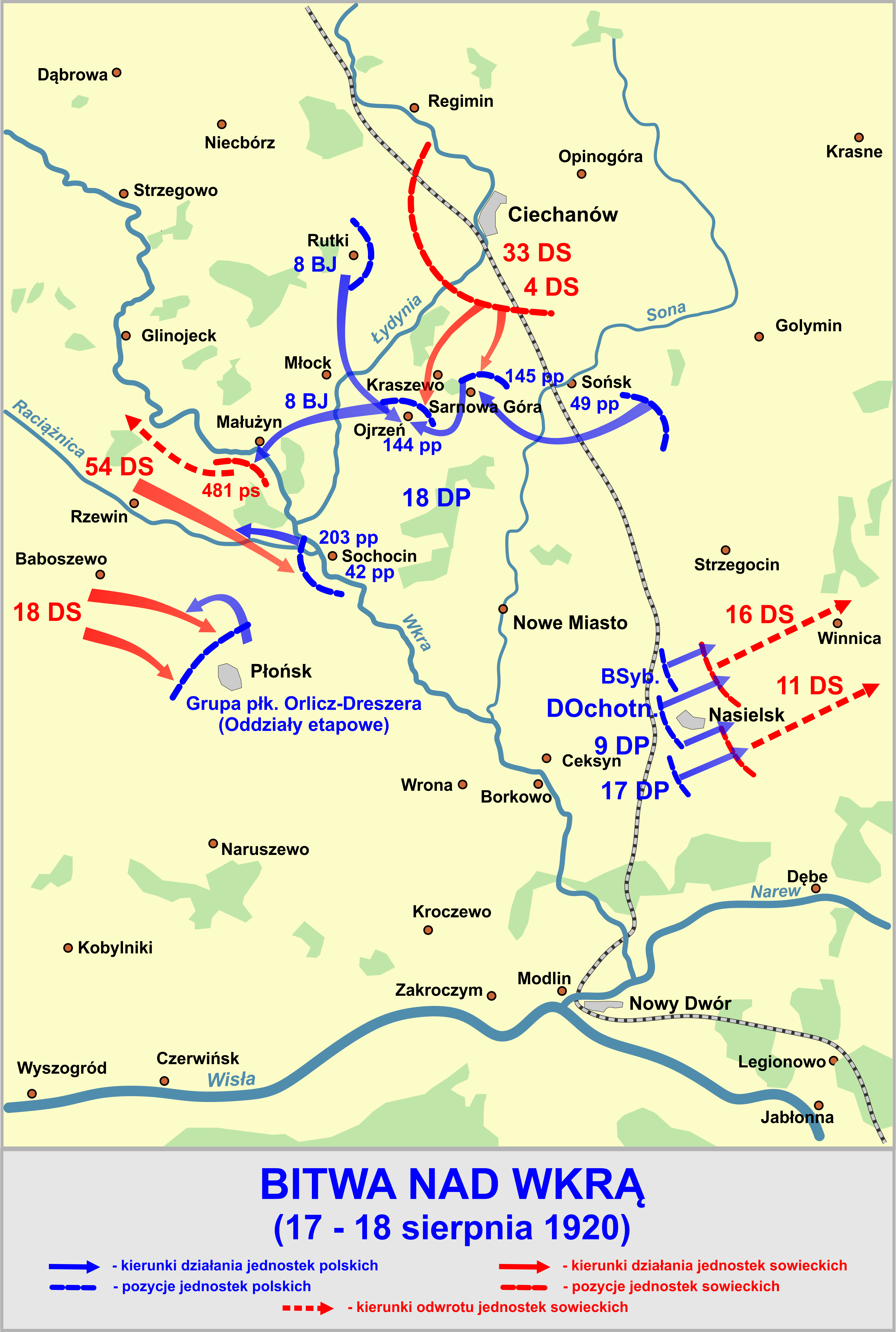
nad Wkrą
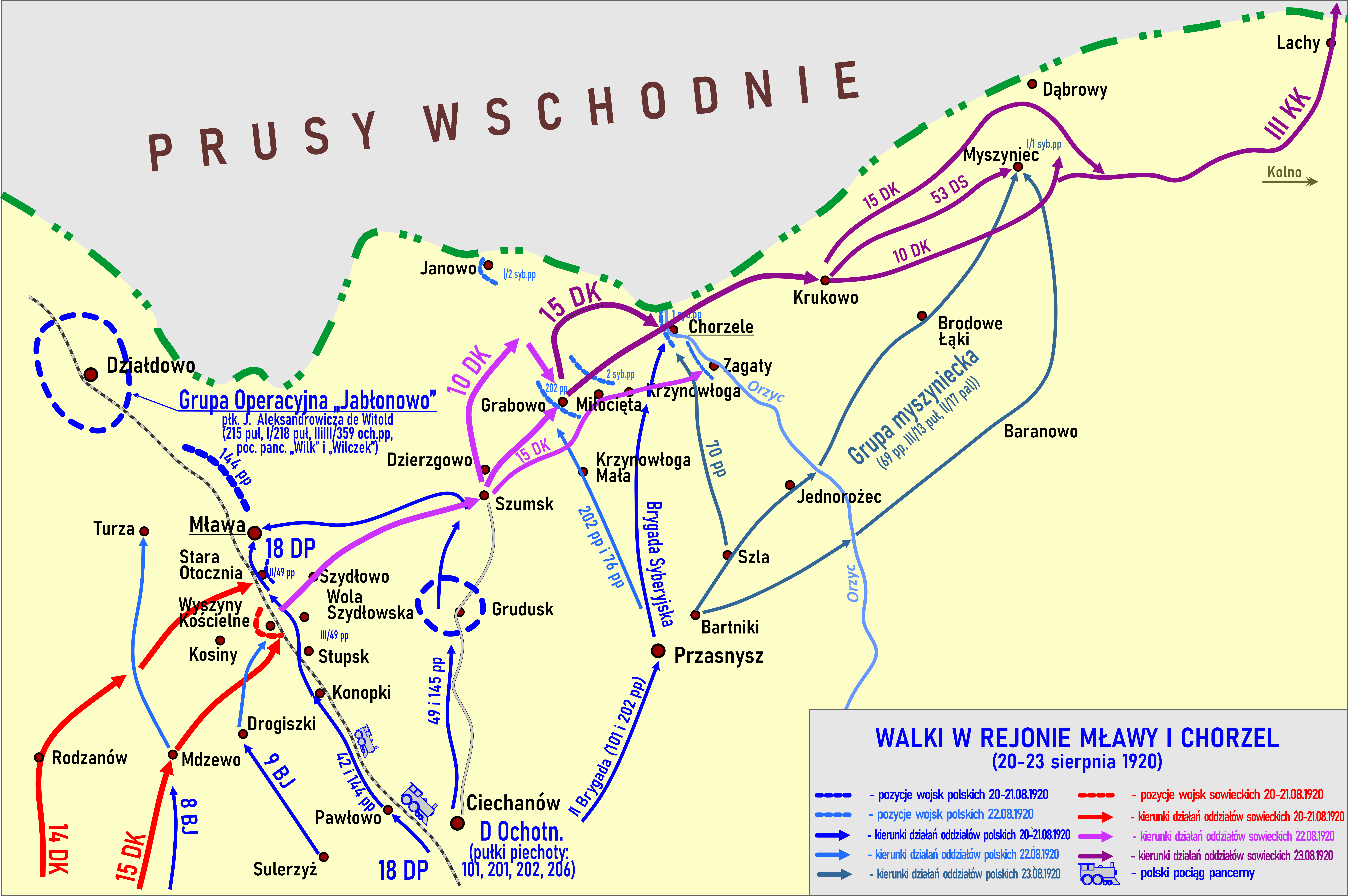
w rejonie Mława-Chorzele
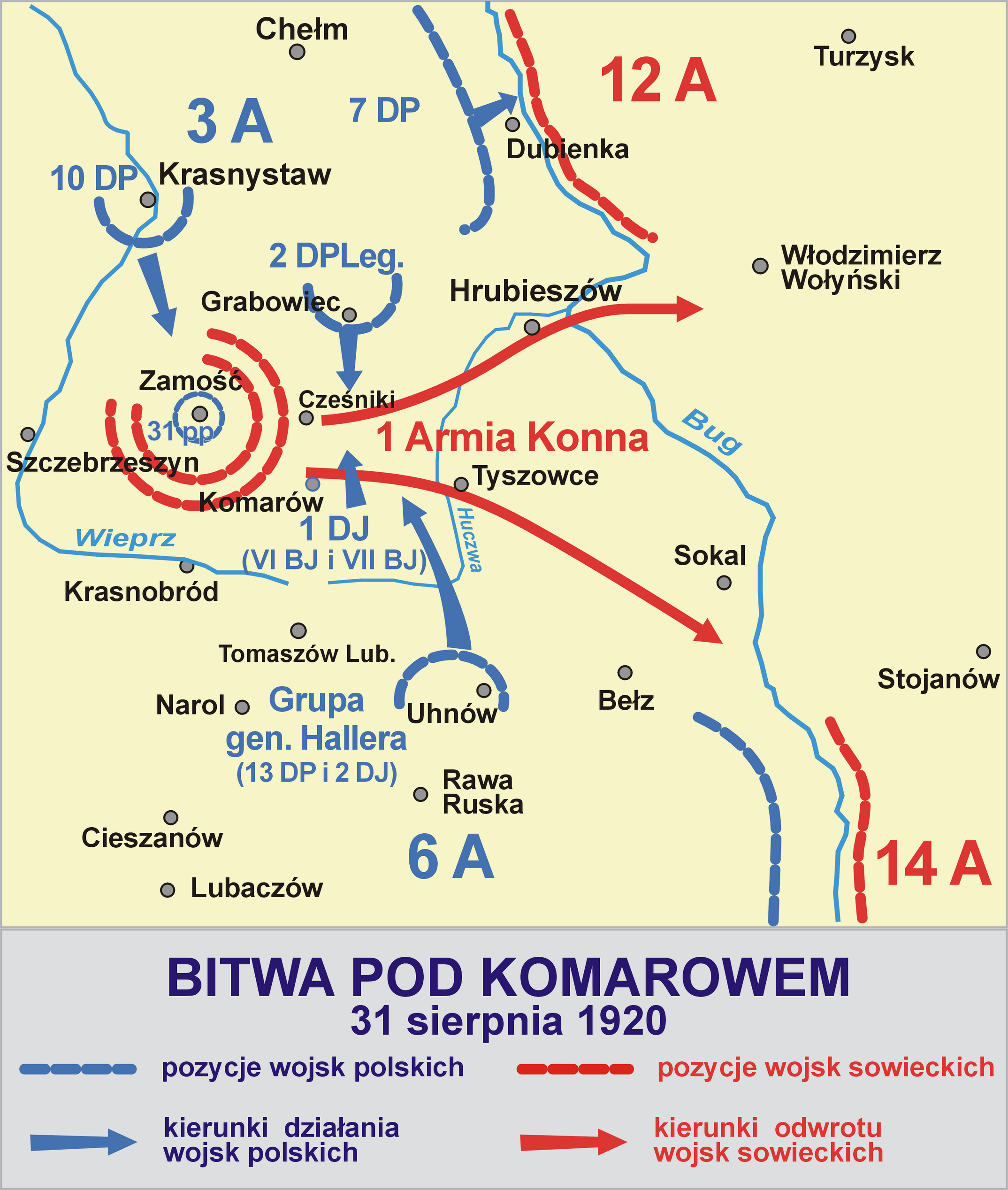
pod Komarowem

### Kawalerowie Virtuti Militari

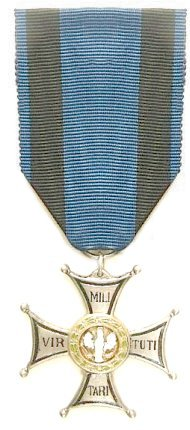
Order Virtuti Militari

| Żołnierze pułku odznaczeni Krzyżem Srebrnym Orderu Wojskowego Virtuti Militari za wojnę 1918–1920 | Żołnierze pułku odznaczeni Krzyżem Srebrnym Orderu Wojskowego Virtuti Militari za wojnę 1918–1920 | Żołnierze pułku odznaczeni Krzyżem Srebrnym Orderu Wojskowego Virtuti Militari za wojnę 1918–1920 |
| ------------------------------------------------------------------------------------------------- | ------------------------------------------------------------------------------------------------- | ------------------------------------------------------------------------------------------------- |
| sierż. Józef Bartel                                                                               | sierż. Jan Bieńkowski                                                                             | por. Józef Bochniak                                                                               |
| st. sierż. Marian Broniewski                                                                      | por. Ernest Buchta                                                                                | szer. Władysław Cesarz                                                                            |
| szer. Władysław Deskiewicz nr 1458                                                                | kpt. lek. Jan Garbowski                                                                           | szer. Józef Garukiewicz                                                                           |
| por. Władysław Galiński                                                                           | pchor. Józef Górecki                                                                              | por. Edmund Ilski                                                                                 |
| mjr Józef Jasiński                                                                                | kpt. Karol Jeżowski                                                                               | pchor. Marian Kaczkowski                                                                          |
| st. szer. Stanisław Kaczorowski                                                                   | ppor. Edward Kantecki                                                                             | plut. Józef Kolemba                                                                               |
| ppor. Franciszek Kopaczyński                                                                      | kpr. Władysław Kozłowski                                                                          | pchor. Adam Lipski                                                                                |
| st. sierż. Ludwik Maćkowiak                                                                       | plut. Jan Nowakowski                                                                              | st. szer. Jan Pankiewicz                                                                          |
| szer. Jan Procyk                                                                                  | chor. Franciszek Przybył                                                                          | st. sierż. Ludwik Śnieżek (Śnierzek) nr 1950                                                      |
| ppłk Jan Tabaczyński                                                                              | szer. Antoni Turek                                                                                | chor. Julian Ustrzycki                                                                            |
| por. dr Mieczysław Wajsberg                                                                       | kpt. Karol Zagórski                                                                               |                                                                                                   |

## Okres międzywojenny

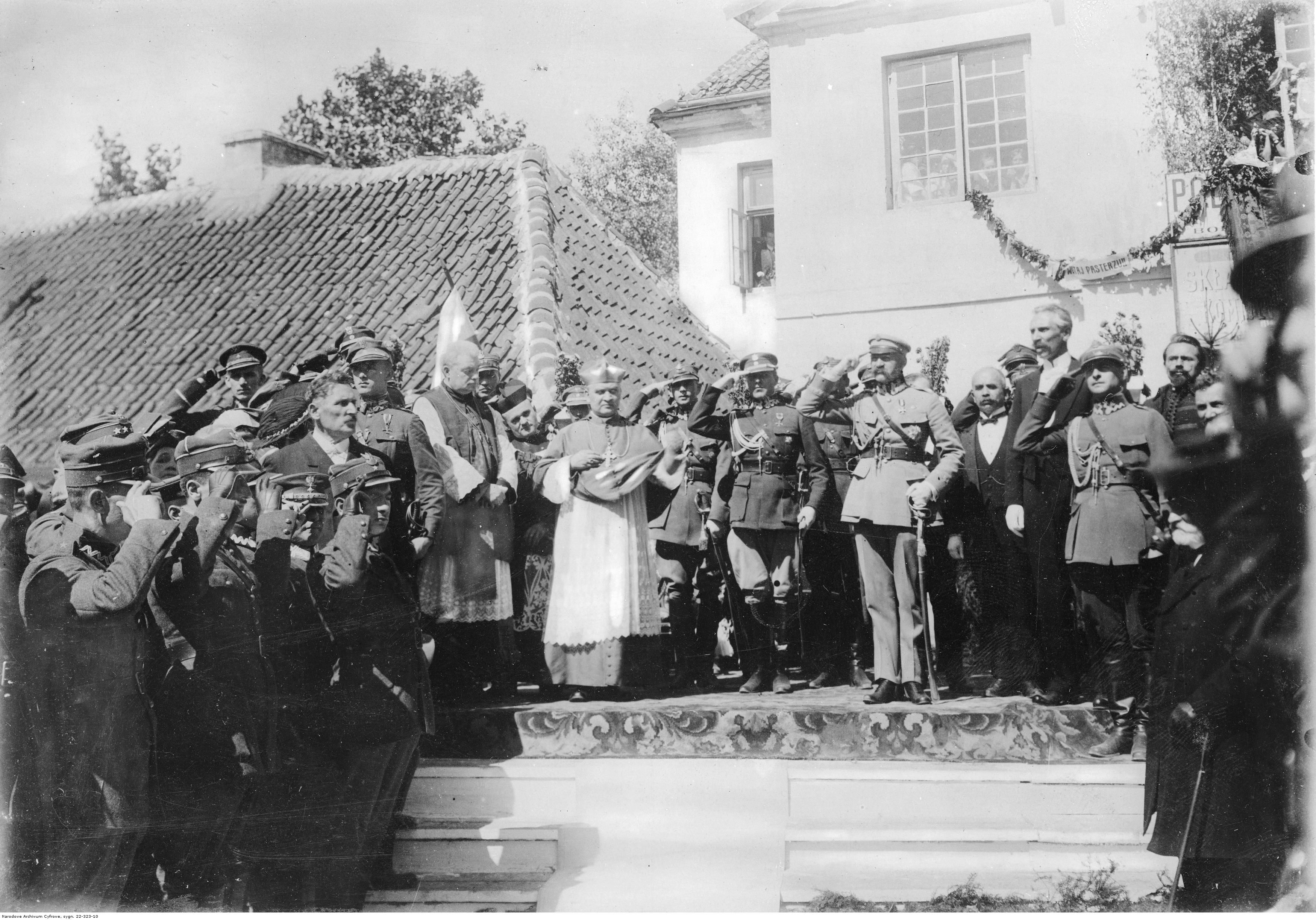
Wizyta Naczelnika Państwa w Białymstoku 21 sierpnia 1921. Marszałek Józef Piłsudski odbiera defiladę 42 pp.

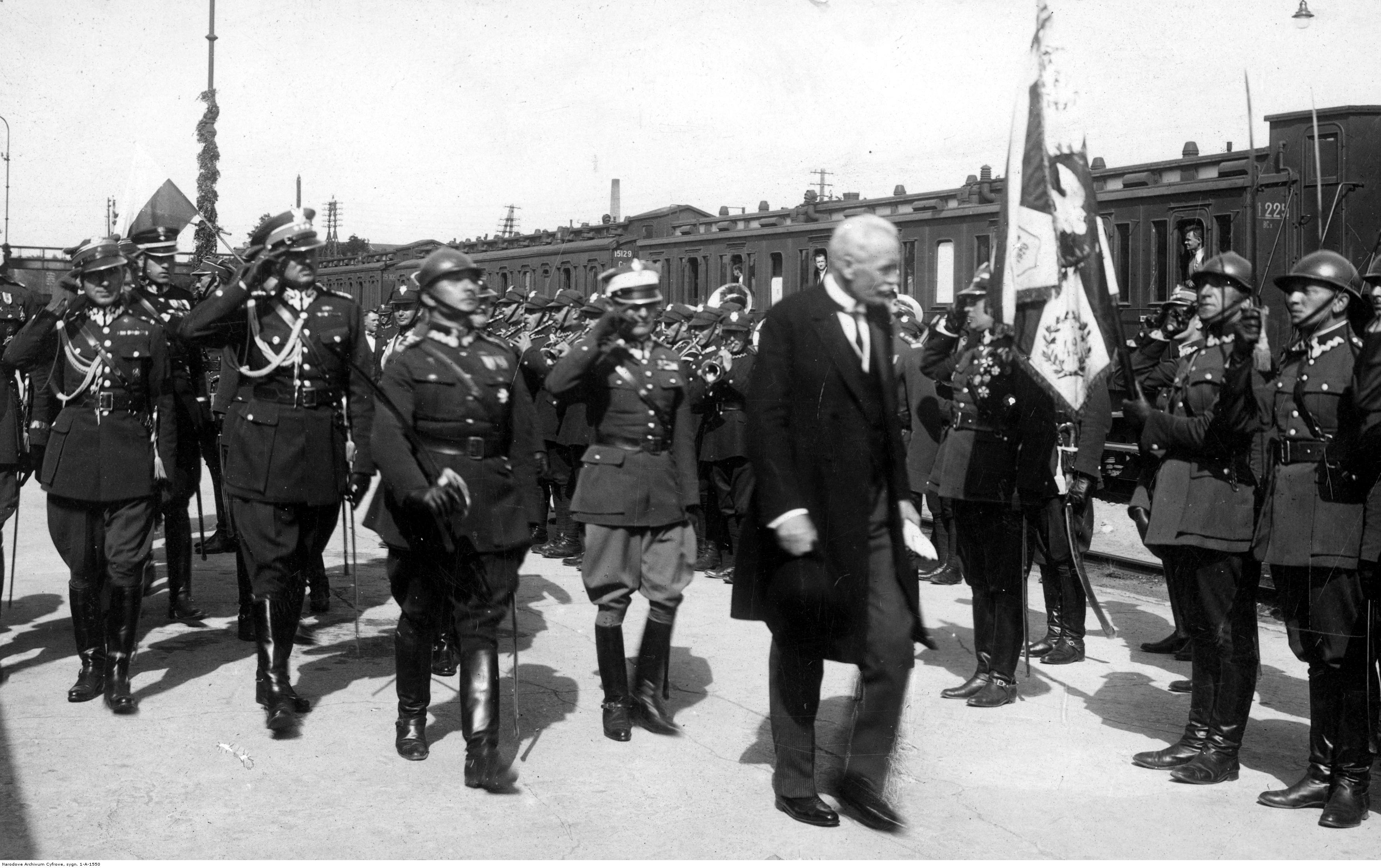
Wizyta prezydenta RP Ignacego Mościckiego w Białymstoku 1 lipca 1927. Powitanie na dworcu – z prawej poczet sztandarowy 42 pp.

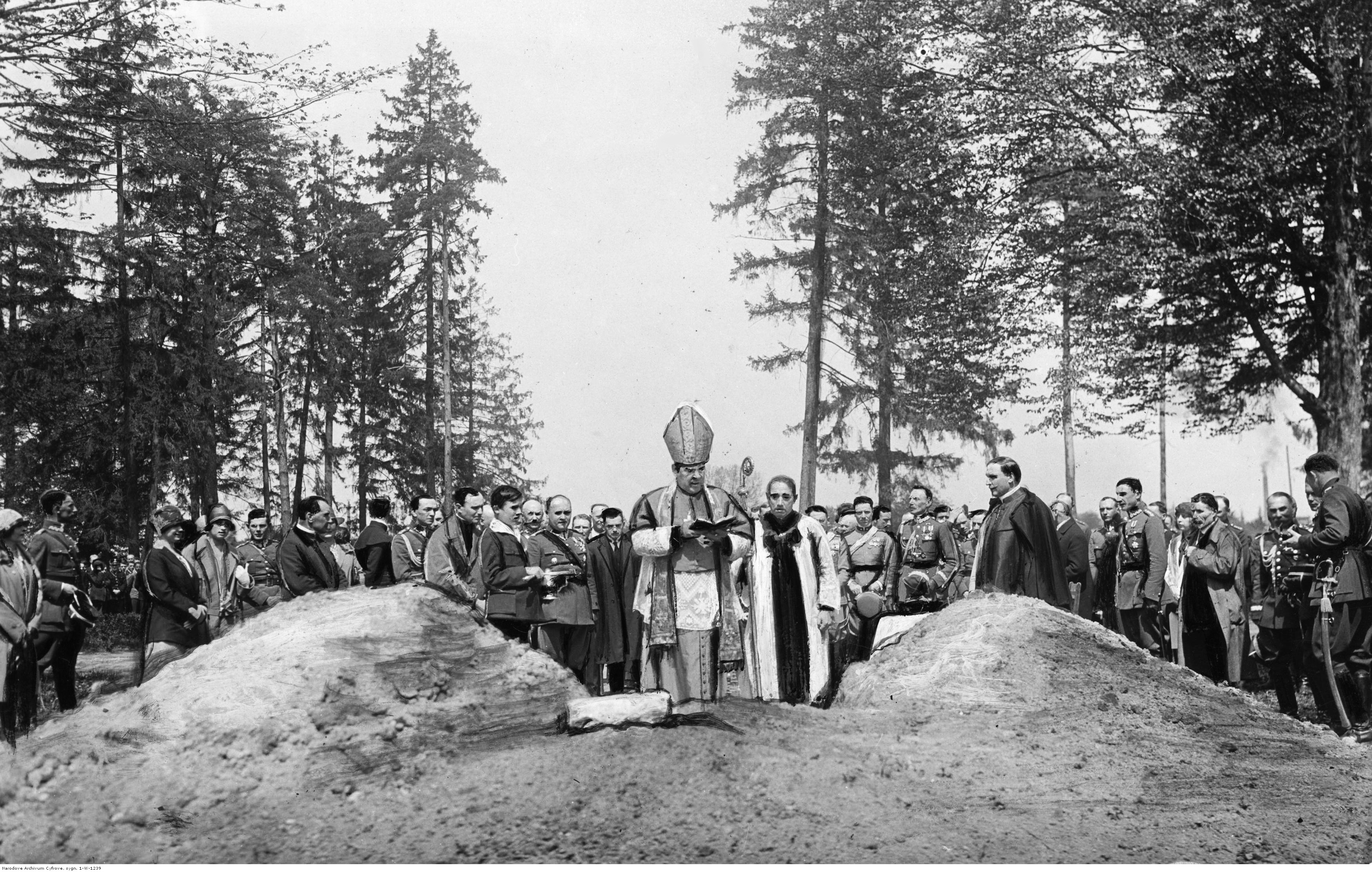
Msza polowa z okazji 10-lecia 42 pp. Poświęcenie ziemi przez bp. polowego Stanisława Galla.

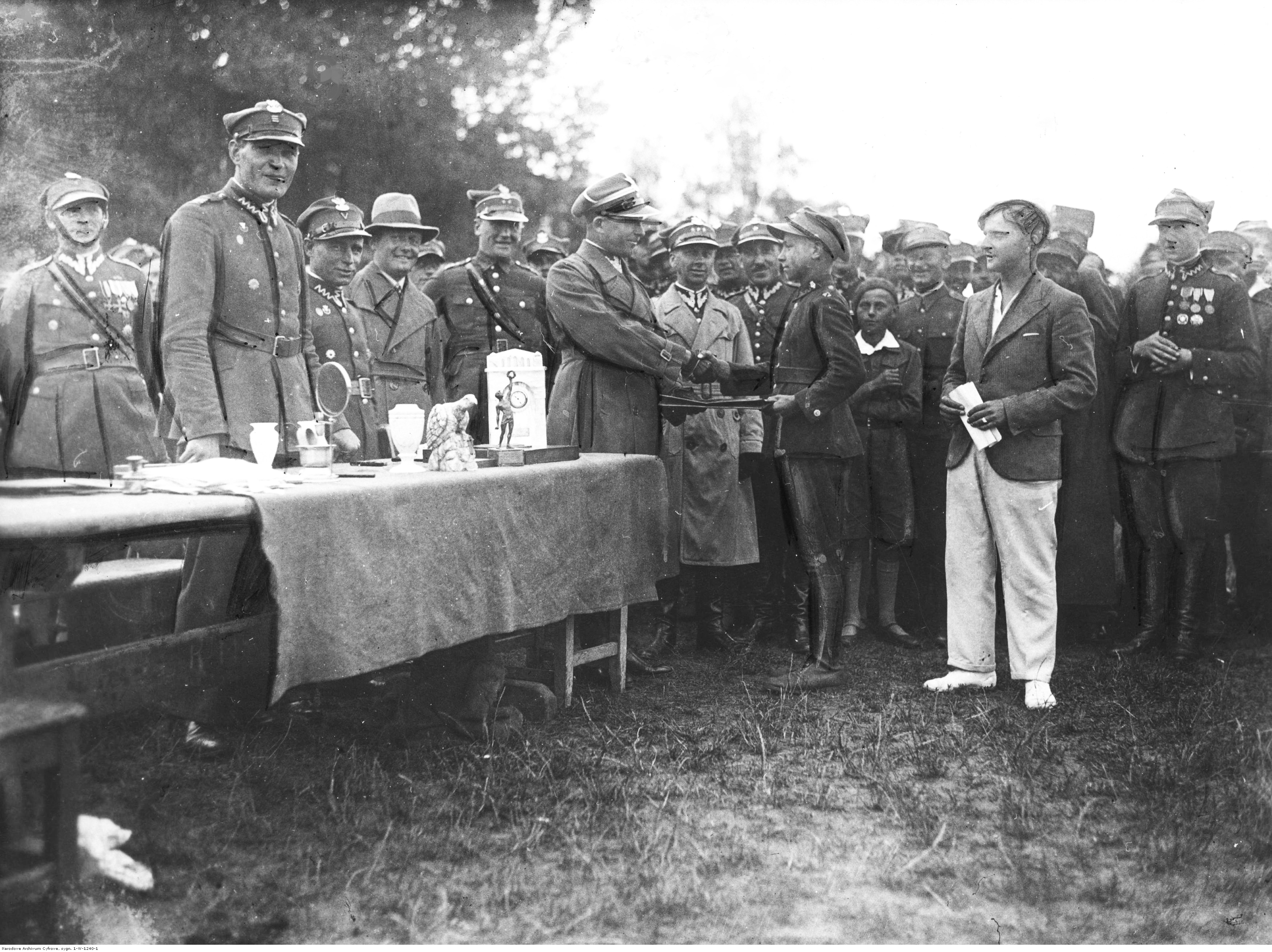
Zawody sportowe w 42 pułku piechoty w Białymstoku - wręczanie nagród; 1935.

Po zawieszeniu broni II batalion skierowany został do Dawidgródka. Tam rozbroił oddziały gen. Stanisława Bułak-Bałachowicza i powrócił do macierzystego pułku. Dowództwo, I i II batalion stacjonowały w Łachwie, a III baon w Kożangródku. Od 18 marca 1921 w Łachwie pozostawał tylko II batalion, a pułk przeniesiony został do Łunińca i tam pozostawał do końca czerwca. W czerwcu II batalion wyjechał koleją do Białegostoku, I batalion pozostał na miejscu, a pułk bez dwóch batalionów pojechał do Pińska. 10 października 1921 pułk przegrupował się do Twierdzy Osowiec. Dopiero 27 kwietnia 1922 42 pułk piechoty (bez III baonu) przewieziony został na teren Okręgu Korpusu Nr I do Białymstoku. W Białymstoku, w dawnych koszarach 64 Kazańskiego pułku piechoty już od lipca 1919 przebywał batalion zapasowy pułku. To on przygotowywał pomieszczenia do przyjęcia macierzystego oddziału.
Szkolenie w pułku
Oficerowie i podoficerowie z 42 pp szkolili się metodą kursową w Komorowie, Bydgoszczy, Grudziądzu oraz w ośrodkach dywizyjnych. Ćwiczenia w terenie odbywały się w pobliżu Białegostoku, ale i w Osowcu, Czerwonym Borze, Pohulance koło Wilna i w okolicach Grodna. Na podstawie rozkazu wykonawczego Ministerstwa Spraw Wojskowych do Departamentu Piechoty o wprowadzeniu organizacji piechoty na stopie pokojowej PS 10-50 z 1930 roku, w Wojsku Polskim wprowadzono trzy typy pułków piechoty. 42 pułk piechoty zaliczony został do typu I pułków piechoty (tzw. „normalnych”). W każdym roku otrzymywał około 610 rekrutów. Stan osobowy pułku wynosił 56 oficerów oraz 1500 podoficerów i szeregowców. W okresie zimowym posiadał batalion starszego rocznika, batalion szkolny i skadrowany, w okresie letnim zaś batalion starszego rocznika i dwa bataliony poborowych. W pułku zorganizowano też specjalną kompanię dla opóźnionych, która szkoliła rekrutów dla potrzeb całego DOK. Żołnierze ci wcześniej z różnych przyczyn opóźnili swoje stawiennictwo w macierzystej jednostce.
Oświata
W pułku, dzięki pomocy Polskiego Białego Krzyża rozwijano kształcenie na poziomie szkoły powszechnej. Uczono czytania i pisania. Naukę prowadzili nauczyciele białostockich szkół. Realizowano też przysposobienie zawodowe przy pomocy Izby Rolniczej, a także specjalny kurs rolniczy. Miejscem, gdzie koncentrowała się działalność oświatowa i kulturalna pułku była świetlica żołnierska. Można tam było napić się herbaty, nabyć czasopisma i materiały piśmiennicze, posłuchać radia, a także specjalnych prelekcji zorganizowanych przez Zarząd Miasta. Od 1938 działało kino pułkowe ufundowane przez władze miasta. Dla podoficerów zawodowych zorganizowano Uniwersytet Żołnierski.
Działalność kulturalna
Już w 1921 w białostockim garnizonie powstała orkiestra pułkowa. Występowała na terenie miasta grając w Ogrodzie Miejskim i teatrze „Palace”, brała udział w konkursach na szczeblu okręgu korpusu i dywizji. Była atrakcją świąt 3 Maja, 11 Listopada, Bożego Ciała, Święta Żołnierza i święta pułkowego. Grała na balach, festynach, zabawach karnawałowych, a przede wszystkim na przysięgach i defiladach
W pułku działał również chór oraz teatr amatorski. Występowano w koszarach, w ogrodzie miejskim na Plantach oraz w pobliskich Pietraszach. Siedzibą teatru 42 pułku piechoty był budynek byłej Misji Amerykańskiej. Szczególnym uznaniem cieszyły się „rewie żołnierskie” wystawiane dla mieszkańców miasta.
Pomnik żołnierzy 42 pp
W 1928 zawiązał się, pod przewodnictwem wojewody białostockiego Mariana Kirsta, komitet budowy pomnika żołnierzy 42 pp. Na uroczystości poświęcenia kamienia węgielnego przybył biskup polowy WP Stanisław Gall, inspektor armii gen. Edward Śmigły-Rydz, dowódca DOK gen. Jan Wróblewski i wielu innych przedstawicieli wojska, administracji państwowej i samorządowej. Dwa lata później pomnik zaprojektowany przez braci Jakuba i Kazimierza Juszczyków odsłonięto 30 listopada 1930 na skwerze w Parku Konstytucji 3 Maja.
Inne wydarzenia
W 1920 roku powstał Wojskowy Klub Sportowy 42 Pułku Piechoty Białystok, od 1932 znany pod nazwą Jagiellonia Białystok.
19 maja 1927 roku minister spraw wojskowych marszałek Polski Józef Piłsudski ustalił i zatwierdził dzień 23 maja jako datę święta pułkowego. Pułk obchodził swoje święto w rocznicę przekroczenia ówczesnej granicy polsko-niemieckiej w 1919 roku przez pierwszy transport pułku. Później święto pułku obchodzono 12 lipca, w rocznicę bitwy pod Krzemieniem, w 1920.
10 października 1938 roku minister spraw wojskowych generał dywizji Tadeusz Kasprzycki nadał 42 pułkowi piechoty nazwę „42 pułk piechoty im. generała Jana Henryka Dąbrowskiego.
3 maja 1939 u stóp Pomnika Niepodległości – Kościoła Św. Rocha odbyła się msza święta. Odprawił ją ks. dziekan Aleksander Chodyko. Po mszy odbyło się przekazanie armii sprzętu wojskowego – daru społeczeństwa Białegostoku. Pracownicy węzła kolejowego podarowali ciężki karabin maszynowy z zaprzęgiem i oporządzeniem. Huta Szkła także przekazała ckm. Nauczyciele i uczniowie Gimnazjum im. Henryka Sienkiewicza podarowali ckm z podstawą, zaś Gimnazjum Mechaniczno-Stolarskie – 2 ckm z podstawami. Pracownicy warsztatów kolejowych w Starosielcach ofiarowali żołnierzom ręczny karabin maszynowy i 20 masek przeciwgazowych.
12 lipca 1938 odbyła się konsekracja kościoła garnizonowego przy koszarach 42 pp. Dokonał jej biskup połowy WP Józef Gawlina w obecności kapelana 42 pp ks. Teofila Wdzięcznego oraz kadry dowódczej pułku.

## 42 pp w kampanii wrześniowej

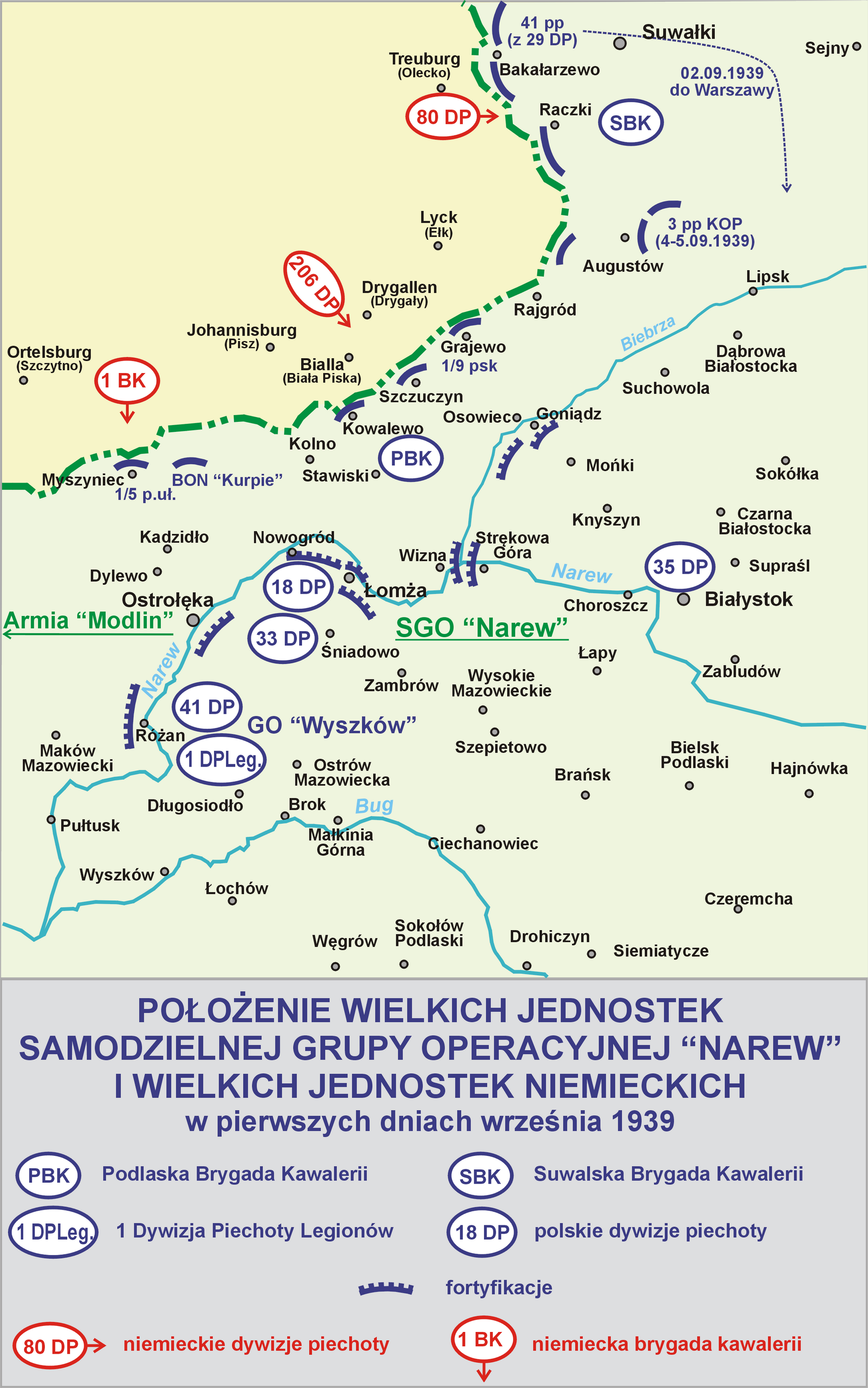

### Przygotowania do wojny

#### Plany użycia 42 pp
23 marca 1939 roku sformowana została Samodzielna Grupa Operacyjna „Narew” pod dowództwem gen. bryg. Czesław Młota-Fijałkowskiego. Wchodząca w jej skład 18 Dywizja Piechoty miała zorganizować obronę na linii rzek Narew – Biebrza i zająć pozycje między Ostrołęką a Łomżą. 42 pułk piechoty, wzmocniony batalionem ON „Kurpie”, szwadronem 5 pułku ułanów oraz jednym dywizjonem 18 pal, miał bronić przepraw na Narwi w rejonie Wojciechowice – Kamionka.

#### Mobilizacja
Mobilizację alarmową w pułku rozpoczęto 24 sierpnia 1939 o 6.00 w koszarach w Białymstoku i obiektach na terenie miasta. Pułk mobilizował w dwóch grupach własne oddziały i pododdziały oraz samodzielne: 
w grupie brązowa20 w czasie G20 + 30:
- kompanię przeciwlotniczych karabinów maszynowych typ B nr 38
- kompanię przeciwlotniczych karabinów maszynowych typ B nr 39

w grupie niebieskiej w czasie od A+24 do A+48
- 42 pułk piechoty (w organizacji na etatach wojennych)
- kompania kolarzy nr 12 (w czasie A+44)
- kolumna taborowa nr 111 (w czasie A+48)
- kompania przeciwlotniczych karabinów maszynowych typ A nr 9 (w czasie A+52)

w ramach I rzutu mobilizacji powszechnej (w czasie do 4 dnia mobilizacji)
- batalion marszowy
- uzupełnienie marszowe kompanii kolarzy nr 12[44][45].

Przebiegała na ogół sprawnie: I batalion zakończył mobilizację około godz. 1.00 25 sierpnia, II batalion wieczorem 25 sierpnia, a III batalion 26 sierpnia około godz. 15.00. Rezerwiści kierowani byli do łaźni, poddawani przeglądowi lekarskiemu, a potem byli mundurowani, otrzymywali oporządzenie, broń i amunicję. Stawiennictwo szeregowców było wzorowe, z niewielkim opóźnieniem dotarli do pułku niektórzy oficerowie rezerwy. Wystąpiły natomiast trudności z uprzężą do pobranych chłopskich koni i furmanek.
Po osiągnięciu gotowości mobilizacyjnej pododdziały przegrupowały się do okolicznych wiosek: Bagnówka, Zielona I batalion, Sowlany, Ciasne II batalion, Sobolewo III batalion bez 9 kompanii strzeleckiej. W nocy z 26/27 sierpnia w pełni zmobilizowana 9 kompania strzelecka załadowała się do wagonów i odjechała do Ostrołęki skąd przeszła do miejscowości Łodziska, celem ubezpieczenia koncentracji pułku. 27 sierpnia, przy szosie do Zielonej, odbyła się przysięga wojskowa i msza polowa. W nocy 27/28 sierpnia I batalion ze stacji Białystok odjechał do Ostrołęki, 28 sierpnia do Ostrołęki odjechał II batalion. 29 sierpnia ze stacji Białystok Fabryczny odjechał o godz. 17.00 III batalion (bez 9 kompanii) do Ostrołęki. 30 sierpnia 42 pułk piechoty zajął stanowiska obronne, zgodnie z planem obrony.  
Na miejscu okazało się, że schrony bojowe są jeszcze w trakcie budowy i brakuje urządzonych stanowisk strzeleckich. III batalion zajął wysuniętą pozycję w rejonie Łodziska – Olszewka. I batalion bronił Ostrołęki, mostu drogowego przez Narew na Myszyniec i Warszawę oraz kolejowego na Chorzele – Szczytno. Jego 3 kompania zajęła stanowiska na lewym skrzydle w rejonie mostu kolejowego, 1 kompania w centrum w rejonie mostu drogowego, cmentarza i więzienia, zaś 2 kompania na prawym skrzydle aż do Wojciechowic. 31 sierpnia stanowiska pułku inspekcjonował dowódca piechoty dywizyjnej płk Aleksander Hertel.
| Struktura organizacyjna i obsada personalna we wrześniu 1939 | Struktura organizacyjna i obsada personalna we wrześniu 1939 | Struktura organizacyjna i obsada personalna we wrześniu 1939 |
| Stanowisko                                                   | Stopień, imię i nazwisko                                     | Uwagi                                                        |
| Dowództwo i kwatermistrzostwo                                | Dowództwo i kwatermistrzostwo                                | Dowództwo i kwatermistrzostwo                                |
| ------------------------------------------------------------ | ------------------------------------------------------------ | ------------------------------------------------------------ |
| dowódca pułku                                                | ppłk Wacław Malinowski                                       |                                                              |
| adiutant                                                     | kpt. Józef Srzednicki                                        |                                                              |
| oficer informacyjny                                          | kpt. Albin Gulewicz                                          |                                                              |
| oficer Łączności                                             | por. Witold Moniuszko                                        |                                                              |
| kwatermistrz                                                 | kpt. Stefan Tadeusz Bogucki                                  |                                                              |
| naczelny lekarz                                              | por. lek. dr Zbigniew Franciszek Wiczuk-Wiczewski            | PSZ w ZSRR (kmdt szkoły podofic. sanit.)                     |
| I batalion                                                   |                                                              |                                                              |
| dowódca batalionu                                            | mjr Tadeusz Jan Riedl (do 10 IX), kpt. Zygmunt Perlitz       |                                                              |
| adiutant batalionu                                           | ppor. Tadeusz Gozdecki                                       |                                                              |
| dowódca plutonu łączności                                    |                                                              |                                                              |
| lekarz batalionu                                             | ppor. lek. rez. Stefan Fundowicz                             | 10 II 1942 zwolniony z niemieckiej niewoli                   |
| dowódca 1 kompanii strzeleckiej                              | ppor. Edward Tomaszewski                                     |                                                              |
| dowódcy plutonów                                             |                                                              |                                                              |
| dowódca 2 kompanii strzeleckiej                              | por. Franciszek Majewski                                     |                                                              |
| dowódca I plutonu                                            | ppor. Ludwik Miluski                                         | niemiecka niewola, PSZ (65 baon piechoty)                    |
| zastępca dowódcy I plutonu                                   | sierż. pchor. Ożaryn                                         | 10 IX 1939 ranny                                             |
| dowódca II plutonu                                           | ppor. rez. Jurkiewicz                                        |                                                              |
| zastępca dowódcy I plutonu                                   | plut. pchor. Maczyński                                       | †10 IX 1939 Nowogród                                         |
| dowódca III plutonu                                          | ppor. rez. Marcin Czerniawski                                | 5 Kresowa Dywizja Piechoty                                   |
| zastępca dowódcy I plutonu                                   | kpr. pchor. rez. Wejnsztajn                                  |                                                              |
| szef kompanii                                                | sierż. Michalec                                              | †10 IX 1939 Nowogród                                         |
| dowódca 3 kompanii strzeleckiej                              | ppor. Stanisław Bolesław Naleziński                          | †16 IX 1939                                                  |
| dowódca 1 kompanii karabinów maszynowych                     | kpt. Aleksander Elektorowicz                                 |                                                              |
| II batalion                                                  |                                                              |                                                              |
| dowódca batalionu                                            | mjr Stefan Drewnowski                                        |                                                              |
| adiutant                                                     | ppor. rez. Stefan Szymkowski                                 |                                                              |
| dowódca plutonu łączności                                    | ppor. rez. Feliks Kozłowski                                  |                                                              |
| lekarz                                                       | ppor. lek. rez. dr Walerian Terajewicz                       | PSZ w ZSRR (szpital polowy 5 DP)                             |
| dowódca 4 kompanii strzeleckiej                              | por. Pokorny                                                 |                                                              |
| dowódca 5 kompanii strzeleckiej                              | ppor. Edward Uchański, ppor. rez. Adam Lipiński              |                                                              |
| dowódca 6 kompanii strzeleckiej                              | por. Bolesław Zielenkiewicz                                  |                                                              |
| dowódca I plutonu                                            | ppor. rez. Łada                                              |                                                              |
| zastępca dowódcy I plutonu                                   | plut. pchor. rez. Walerian Korwin-Krukowski                  | PSZ w ZSRR (15 pp)                                           |
| dowódca 2 kompanii karabinów maszynowych                     | ppor. Eugeniusz Juliusz Specht                               | †1940 Katyń                                                  |
| III batalion                                                 |                                                              |                                                              |
| dowódca batalionu                                            | mjr Feliks Chmielewski                                       |                                                              |
| adiutant                                                     | ppor. rez. Wilhelm Pawlikowski                               |                                                              |
| dowódca plutonu łączności                                    | ppor. rez. Władysław Jastrzębski                             |                                                              |
| lekarz                                                       |                                                              |                                                              |
| dowódca 7 kompanii strzeleckiej                              | kpt. Roman Zniszczyński                                      |                                                              |
| dowódca I plutonu                                            | ppor. Edmund Nestorowicz                                     |                                                              |
| dowódca II plutonu                                           | ppor. rez. Edward Busko                                      |                                                              |
| dowódca III plutonu                                          | ppor. rez. Jan Władysław Kuraś                               |                                                              |
| dowódca 8 kompanii strzeleckiej                              | kpt. Zygmunt Perlitz                                         |                                                              |
| dowódca I plutonu                                            | ppor. Roman Tymiński                                         |                                                              |
| dowódca II plutonu                                           | ppor. Kazimierz Kołoszyc                                     |                                                              |
| dowódca III plutonu                                          | ppor. Stanisław Jastrzębski                                  | †12 IX 1939 Łomża                                            |
| dowódca 9 kompanii strzeleckiej                              | por. Władysław Kwiatyński                                    |                                                              |
| dowódca I plutonu                                            | ppor. Edward Niezłowicz                                      |                                                              |
| dowódca 3 kompanii karabinów maszynowych                     | por. Franciszek Skowronek                                    |                                                              |
| dowódca I plutonu                                            | ppor. Jan Buczyński                                          |                                                              |
| pododdziały specjalne                                        |                                                              |                                                              |
| dowódca kompanii zwiadowców                                  | ppor. Feliks Kępa                                            | PSZ w ZSRR (21 pp), 65 baon piechoty                         |
| dowódca plutonu konnych zwiadowców                           | ppor. kaw. rez. Bolesław Kwiatkowski                         | WP we Francji (2 dyon rozp.)                                 |
| dowódca kompanii przeciwpancernej                            | por. Wacław Kopczyński                                       |                                                              |
| dowódca plutonu                                              | ppor. Stefan Ulankiewicz                                     |                                                              |
| dowódca plutonu artylerii piechoty                           | kpt. art. Bolesław Uchman                                    | 3 IX 1939 ranny, PSZ w ZSRR (5 pal)                          |
| zastępca dowódcy plutonu                                     | ppor. rez. Stanisław Żakowski                                |                                                              |
| dowódca plutonu pionierów                                    | kpt. Albin Gulewicz ?                                        |                                                              |
| dowódca plutonu przeciwgazowego                              | NN                                                           |                                                              |

### Działania bojowe
O 4.45 niemieckie samoloty wtargnęły na terytorium Polski i rozpoczęły bombardowanie węzłów komunikacyjnych i miast. Rozpoczęła się II wojna światowa. I/42 pp rozwinięty był na odcinku Wojciechowice-Dzbenin wszystkimi kompaniami w I rzucie obrony. I batalion zabezpieczał mosty na Narwi, 3 kompanią strzelecką w rejonie mostu kolejowego, 1 kompanią strzelecka w rejonie mostu drogowego. II/42 pp zajmował obronę na odcinku Dzbenin-Kamianka zajmując 4 i 5 kompaniami strzeleckimi obronę nad Narwią, a 6 kompanię strzelecką posiadał w odwodzie 3 kilometrów na południowy wschód od Ostrołęki. III/42 pp na północnym skraju Łodzisk, z 8 i 9 kompaniami strzeleckim po obu stronach szosy Ostrołęka-Łodziska, a z 7 kompanią w odwodzie. Główne siły 42 pułku piechoty ugrupowały się na linii Narwi mając wysunięty na przedpole w rejonie Łodzisk III batalion. Przed nim nad granicą państwa był ugrupowany Oddział Wydzielony w Myszyńcu składający się oddziału (kompanii) Straży Granicznej, dwóch kompanii Obrony Narodowej i 1 szwadronu 5 pułku ułanów.   

#### Walki pod Myszyńcem
Około 5.00 doszło do potyczek z niemieckimi patrolami wzdłuż prawie całej granicy. W rejonie Myszyńca Niemcy z powodzeniem uderzyli na polskie ubezpieczenia. Bezpośrednie zagrożenie zachodniego skrzydła kompanii ON „Myszyniec” spowodowało wycofanie się całej obsady obrony Myszyńca. Nieudolnie przeprowadzony kontratak kompanii ON „Kadzidło” nie dał rezultatu i Myszyniec pozostał w rękach nieprzyjaciela. Zaniepokojony przebiegiem akcji w rejonie Myszyńca dowódca Samodzielnej Grupy Operacyjnej „Narew” gen. Czesław Młot-Fijałkowski zdecydował się na osobistą interwencję. Około 16.00 udał się do leśniczówki Łodziska. Tam nakazał dowódcy III/42 pp przejść na rubież Łodziska. Jednocześnie podporządkował mu wszystkie oddziały znajdujące się na przedpolu Ostrołęki. Zdecydował też wycofać kompanie Obrony Narodowej za Narew, a por. Szewczykowi odebrano dowództwo nad kompanią ON „Myszyniec”. W rejon Nowej Wsi została wysunięta kompania zwiadu 42 pp celem ubezpieczenia III/42 pp z tego kierunku. III batalion 42 pp zajął stanowiska obronne na rubieżach Siarcza Łąka-Kadzidło-Dylewo.
W nocy z 1 na 2 września pluton 7 kompanii prowadził rozpoznanie na kierunku Myszyńca i stwierdził, że w miejscowości Wach nie ma Niemców. Od rana 2 września Oddział Wydzielony „Łodziska” w składzie: III/42 pp, pluton armat ppanc. 37 mm, drużyna kolarzy 42 pp, patrol ze szwadronu pionierów Podlaskiej BK, 2 bateria 18 pal, zajął pozycję obronną pod Ostrołęką wzdłuż rubieży Łodziska –Olszewka. O godz. 8.00 2 września oddziały niemieckiej 1 Brygady Kawalerii opanowały Wydmusy, a następnie Kadzidło. Stoczyły walkę z 7 kompanię strzelecką, którą o godz. 9.30 wyparły z Siarczanej Łąki. 7 kompania wycofała się przez Kadzidło i Dylewo do Łodzisk. W tym czasie pod Kadzidło poprzez Szafarnię i Brzozówkę dotarły główne siły III batalionu. Do natarcia na Kadzidło nie doszło, gdyż pojawiły się oddziały zmotoryzowane Dywizji Pancernej „Kempf”. Z uwagi na to rozkazem dowódcy mjr. Chmielewskiego batalion powrócił na poprzednie pozycje w rejonie Łodzisk. III batalion zajął stanowiska: w 9 kompanią strzelecką w Olszewce na szosie Myszyniec-Ostrołęką, 8 kompania strzelecka wzdłuż drogi Łodziska-Durlasy, 7 kompania strzelecka w odwodzie, 1 szwadron 5 puł. jako osłona od strony Szaflarni. O godz. 17.00 na stanowiska batalionu wyszło niemieckie natarcie z rejonu Dylewa, które zostało odparte. Z uwagi na ciężkie walki batalionu o godz. 21.00 przybyła z odwodu pułkowego wzmocniona plutonami ckm i armat ppanc. 6 kompania strzelecka. Wieczorem przeciwnik nawiązał styczność z oddziałami polskimi pod Łodziskami.
W tej sytuacji gen. Młot-Fijałkowski nakazał dowódcy 18 Dywizji Piechoty płk. Stefanowi Kosseckiemu użyć odwodowy 71 pułk piechoty do rozpoznania walką w rejonie Kadzidła. Działania poprzedzone miały być wypadem na Myszyniec siłami 1 kompanii z 71 pp. Kompania zaatakowała Myszyniec już po świcie 3 września. Nie został wykorzystany element zaskoczenia, a straty polskie były ogromne.
3 września 7 kompania 42 pp pod Olszówką odparła kolejne natarcie z kierunku Dylewa, a w pozostałych rejonach obrony pułku panował względny spokój. W Lelisie przygotowywano wspólne natarcie batalionów 71 i 42 pp. III/42 pp miał nacierać w kierunku Dylewa. Natarcie wyszło 4 września dopiero o godz. 14.00 i okazało się spóźnione o całą dobę. Ani w Kadzidle, ani w Dylewie nie zastano już Niemców, a III batalion z 2 baterią 18 pal powrócił na pozycje w rejonie Łodzisk.

#### Zagrożenie z kierunku Różana
4 września o 20.00, na stanowisku dowodzenia dowódcy 42 pułku piechoty w Ostrołęce, gen. Młot-Fijałkowski rozpoczął kolejną odprawę. Omawiano sytuację w rejonie Różana. Wobec zagrożenia lewego skrzydła SGO, w uzgodnieniu z Wodzem Naczelnym zdecydowano, by w rejon Ostrołęki przesunąć oddziały 33 Dywizji Piechoty i odwodowy 71 pułk piechoty. Siły te winny być w gotowości do wsparcia Armii „Modlin”. Pododdziały 42 pp miały pozostać na swoich stanowiskach. Kolejne alarmujące meldunki z ranka 5 września wymusiły przyspieszenie przegrupowania, a Oddział Wydzielony „Łodziska” miał przejść z dotychczasowych stanowisk i zluzować batalion ON „Kurpie”. Wycofywanie spod Łodzisk odbywało się sprawnie i cały III batalion przeszedł nocą za Narew i po odpoczynku pomaszerował na Kamiankę. Zajął pozycję między I/134 pp i II/42 pp. Nad Narwią wystawił placówkę. Kompania zwiadowców również otrzymała rozkaz odwrotu za Narew, jednak przed wycofaniem się o godz. 16.00 5 września zwiadowcy stoczyli walkę z niemieckim oddziałem rozpoznawczy.
6 września 1939  do południa III batalion zajął stanowiska na odcinku Kamianka-Lipianka. Oddział niemieckiej kawalerii dokonał udanego wypadu na kierunku Dzbądz – Brzuze i przed południem zdobył Chełsty. Przeprawiające się przez most w Różanie, oddziały niemieckie dotarły aż pod Czerwin i utworzyły przedmoście na rzece Orz. Niejasny podział kompetencji i odpowiedzialności dowódców polskich za utrzymanie obszaru w rejonie Różana, zakłócenia w łączności i zbyt skomplikowany proces decyzyjny sprawiły, że polskie oddziały nie zareagowały zbyt energicznie na zaistniałą sytuację. Droga dla niemieckich zagonów pancernych ku przeprawom na Bugu stała otworem. Przed całą SGO pojawiło się widmo głębokiego okrążenia. W tym dniu pozycje 42 pp były ostrzeliwane przez artylerię i samoloty wroga. Atakowała niemiecka piechota. Ostrołęka płonęła. Saperzy polscy wysadzili mosty na Narwi. Od ognia artylerii polskiej zniszczeniu uległ tartak za rzeką wraz z zapasami drzewa.

#### Działania odwrotowe
Nocą z 6 na 7 września efektowny sukces odnotował pluton z I batalionu, który przeprawił się za Narew i wypadem zaskoczył w Otoku kompanię z niemieckiej 12 Dywizji Piechoty. W ciągu dnia na odcinku obrony 42 pp panował względny spokój. Tylko artyleria niemiecka ostrzeliwała pozycje polskie. Odpowiadały jej działa 18 pułku artylerii lekkiej. Mimo grożącego niebezpieczeństwa okrążenia, pułk trwał nadal na swoich pozycjach, a reakcje przełożonych zdawały się nie uwzględniać niebezpieczeństwa. Nocą z 7 na 8 września niemiecka 12 DP zajęła bez walki Ostrów Mazowiecką. Tym sposobem dokonało się oskrzydlenie części SGO „Narew” od południa. Dopiero wtedy dowódca SGO nakazał zagiąć lewe skrzydło 18 Dywizji Piechoty. 42 pułk piechoty miał opuścić Ostrołękę i odejść za rzekę Ruż.
Rano 8 września baterie artylerii nadal toczyły pojedynek ogniowy. Działa niemieckie spowodowały pożary w mieście i straty w II batalionie. Polska artyleria odpowiedziała obezwładnieniem baterii przeciwnika usytuowanej we wsi Olszewo. Do dowództwa 42 pułku piechoty dotarł wreszcie mocno spóźniony rozkaz odejścia najkrótszą drogą za Ruż. Bataliony miały obsadzić linię obrony Rybaki – Łątczyn. Przemieszczenie rozpoczęło się po 20.30. Maszerowano po trzech drogach. Piaski i nieznany teren nastręczały niemało trudności piechurom i artylerzystom. Rano 9 września tylko kolumna I batalionu z 1 baterią 18 pal, dowództwami pułku i dywizjonu oraz taborami dotarła o świcie szosą Ostrołęka – Miastkowo – Łomża do lasów pod Tarnowem i stanęła w centrum wyznaczonej linii obronnej. Wystawiono ubezpieczenia obok szosy w pobliżu mostu na Rużu. II batalion z 3 baterią 18 pal „odnaleźli” zwiadowcy i dopiero w południe ta kolumna zajęła miejsca na północnym skrzydle. Kolumna III batalionu z 2 baterią 18 pal i batalionem ON dostała się pod ogień niemieckich samolotów. 9 kompania rozproszyła się. Z dużym opóźnieniem ta kolumna zajęła południowe skrzydło ugrupowania obronnego. 9 września pododdziały pułku wypoczywały nie niepokojone przez Niemców. Walczyło jedynie ubezpieczenie przy moście na szosie. Kompania I batalionu wsparta plutonem ckm i plutonem armat ppanc. przy moście na rzece Ruż na szosie Ostrołęka-Miastkowo odrzuciła niemiecki zmotoryzowany oddział rozpoznawczy.  

#### Na odcinku „Nowogród”
W tym czasie trwały ciężkie walki pod Nowogrodem i Łomżą. Dowódca pułku ppłk Wacław Malinowski otrzymał zadanie udzielenia pomocy obsadzie odcinka „Nowogród”. O 22.00 wydał rozkaz, by pod osłoną nocy przegrupować bataliony w rejon Nowogrodu i zluzować wykrwawiony III batalion 33 pułku piechoty. Następnie pododdziały miały podjąć próbę likwidacji niemieckiego przyczółka na lewym brzegu Narwi, a w razie niepowodzenia zorganizować obronę. W tym czasie, o czym sztab 18 Dywizji Piechoty nie wiedział, w okolicach Ostrowi Mazowieckiej Niemcy wprowadzili cztery wielkie jednostki, 33 DP i 41 DP odeszły za Bug, a XIX Korpus Pancerny Guderiana przełamał polską obronę pod Wizną. 18 DP już wówczas była zatem okrążona na obszarze od Jakaci po Rutki.
Jako pierwszy na wschód wyruszył I batalion kierując się na wzgórze 131, II batalion z I/18 pal maszerował do rejonu w okolice Sławca, zaś III batalion ubezpieczał odejście obu kolumn, a opuścić zajmowane pozycje mógł dopiero po zluzowaniu go przez batalion Obrony Narodowej „Kurpie”. Kompania rozpoznawcza skierowana została pod Mątwicę. Marsz pieszy nocą nadwyrężył siły piechurów. Na dodatek o świcie kolumny 42 pp zostały wykryte przez samoloty rozpoznawcze wroga i ostrzelane ogniem nękającym artylerii. Po przybyciu w wyznaczone rejony, kompanie okopały się. Przystąpiono też do przygotowania działań zaczepnych.
W wyniku oceny sytuacji dowódca 42 pp wydał rozkaz do natarcia:
⇒ I batalion miał zająć podstawę wyjściową na północ od Grądów, na wysokości wzg. 121.9 i nacierać na południową część Nowogrodu, zdobyć miasto, wyrzucić Niemców za rzekę i zluzować III/33 pp. Wsparcie zapewniała 3 bateria 18 pal ze stanowisk ogniowych w lasku na wschód od Grądów.
⇒ II batalion z rubieży na wysokości Grzymał Nowogrodzkich miał nacierać w II rzucie po osi drogi Sławiec – Nowogród na wschodnią część Nowogrodu i współdziałając z I batalionem zdobyć miasto. Wspierać miała 2 bateria 18 pal ze stanowisk ogniowych w lasku na zachód od Sławca.
⇒ III batalion, jako odwód pułku, miał maszerować na prawym skrzydle, obsadzić wzgórze 142, lasek i wzgórze 132 na południowy wschód od Mątwicy, wysuwając jednocześnie ubezpieczenie lewego skrzydła do zabudowań Grzymały Nowogrodzkie.
⇒ kompania zwiadowcza miała skierować pluton konnych zwiadowców do dozorowania odcinka Mątwica – Kupiski Stare – rzeka Łomżyczka, a pluton kolarzy przejść do dyspozycji dowódcy 42 pp w Sławcu Dworskim.
Około 16.00 ruszyło natarcie. Baterie 18 pal położyły ogień na przeprawę w Szablaku oraz w rejonie mostu pod Nowogrodem. I batalion uderzył na Nowogród. Po wyruszeniu z podstawy wyjściowej, został w otwartym polu nakryty zmasowanym ogniem niemieckiej artylerii i zbombardowany przez lotnictwo bombowe. Natarcie załamało się, a batalion poniósł poważne straty. Poważnie ranny został dowódca batalionu mjr Tadeusz Riedl, a dowodzenie przejął kpt. Zygmunt Perlitz. Natarcie rozpoczął też II batalion. Dotarł do przedmieść Nowogrodu, ale tu 4 i 6 kompania zaległy w ogniu, poległ dowódca 6 kompanii strzeleckiej por. Bolesław Zielenkiewicz. 5 kompania przedarła się na stanowiska obronne 9 kompanii 33 pułku piechoty i rozpoczęła luzowanie. Około 18.00 do walki wszedł odwodowy III batalion i uderzył na kierunku dworku, cegielni Mątwica i Szablaku. Zreorganizowany I batalion wykonał uderzenie pomocnicze i nacierał z lasku w pobliżu Sławca w kierunku luki między folwarkiem a cegielnią Mątwica. III batalion 42 pp, po osiągnięciu stanowisk 8 kompanii 33 pp i 2 kompanii 71 pp, zluzował je. I batalion na rubieży szosy Łomża - Nowogród zluzował 5 kompanię 33 pp. Dalsze natarcie III i I batalionu 42 pułku piechoty utknęło w zmasowanym ogniu nieprzyjaciela. Oddziały okopały się na osiągniętych pozycjach.

#### Odwrót znad Narwi
Około 20.30 10 września dowódca 42 pp ppłk Wacław Malinowski otrzymał rozkaz dowódcy dywizji, przekazany przez dowódcę artylerii dywizyjnej płk. dypl. Jana Bigo, do wycofania się z zajmowanych rubieży w kierunku na Zambrów. Ponieważ pododdziały były rozrzucone w terenie i nie miały łączności telefonicznej z dowódcą pułku, rozesłano do nich rozkazy wykonawcze przez gońców. Początek odwrotu wyznaczono na 22.00. Nakazano zachowanie absolutnej ciszy i maskowanie odejścia. Jako miejsce koncentracji pułku ustalono Czerwony Bór w rejonie Sierzputy – Marki. 9 kompania miała osłonić odejście pułku i w tym celu zająć stanowiska na wzgórzach na południowy wschód od Mątwicy, po obu stronach szosy Nowogród – Łomża, utrzymać się na nich do godzin południowych 11 września, a następnie wycofać się do rejonu koncentracji pułku. II/42pp w trakcie odrywania się od nieprzyjaciela znalazł się pod silnym ostrzałem niemieckiej artylerii.  
Marsz rozpoczął się dużym opóźnieniem. III/42 pp ruszył dopiero o świcie. Wspólnie z piechotą maszerowały ocalałe jeszcze działa I dywizjonu 18 pal. W nakazanym rejonie gros sił pułku zdołało się zebrać dopiero około 12.00 11 września. Rano Niemcy uderzyli na osłaniającą odwrót 9 kompanię por. Władysława Kwiatyńskiego siłami dwóch batalionów. Około 10.00 kompania opuściła stanowiska. Straciła oba przydzielone jej dodatkowo ciężkie karabiny maszynowe i musiała pozostawić rannych pod opieką mieszkańców Janowa i Szczepankowa. W godzinach popołudniowych dotarła do rejonu koncentracji. Jej straty wynosiły około 50%. Około godz. 18.00 w rejonie koncentracji pułku natarcie oddziału niemieckiej 21 DP odparł II batalion.
Od godzin popołudniowych pułk kontynuował odwrót w kierunku Srebrnej. W osłonie pozostał III batalion (bez 7 kompanii strzeleckiej) z 3 baterią 18 pal. Około 18.00 odparł on natarcie niemieckiej jednostki zmotoryzowanej. Wieczorem rejon batalionu bombardowany był z powietrza. Dotarły do niego też grupy rozbitków ogarniętych paniką. W efekcie tych zdarzeń III batalion z 3 baterią pozostał w rejonie Sierzput całą noc i nie dołączył już nigdy do pułku. Maszerujące na Srebrną kolumny około 18.00 zaatakowane zostały przez niemieckie lotnictwo. Palący się las sprzyjał wybuchom paniki i rozpraszaniu się kolumn. Dopiero o świcie ponownie zebrana kolumna osiągnęła Krajewo. W trakcie marszu od pułku odłączyły się też maszerujące na czele pułku 7 kompania strzelecka i kompania zwiadowcza 42 pp.  Weszły następnie obie w skład Oddziału ppłk. dypl. Kazimierza Pluty-Czachowskiego. Osłaniający odejście 42 pp III batalion  (bez 7 kompanii) odszedł w opuścił lasy Cerwonego Boru i wyruszył w rejon Krajewo-Borowe samodzielnie. Kilka godzin później resztki pułku osiągnęły wskazany im rejon. 12 września pułk liczył już tylko około tysiąca żołnierzy. Rankiem znajdował się wciąż w Srebrnej, mając przed sobą na kierunku Łętownicy i Andrzejewa 71 pułk piechoty, a na północy i północnym - wschodzie 33 pułk piechoty.

#### Pod Łętownicą
Po przegranej bitwie pod Zambrowem, zadaniem 18 Dywizji Piechoty było wyjść z kotła okrążenia, przebić się w kierunku na Nur i przejść za Bug. Główne uderzenie w kierunku na Andrzejewo wykonywał 71 pułk piechoty. Natarcia o 9.00 i powtórzone o 14.30 nie przyniosły rezultatu. Dowódca dywizji płk Stefan Kossecki został ciężko ranny. Około 11.00 Niemcy uderzyli od zachodu i z kierunku Szumowo – Żabikowo. II batalion zajął stanowiska obronne w rejonie lasu Żabikowo-Ostrożne, o godz. 11.00 niemiecka piechota ze wsparciem artylerii uderzyła na pozycje II/42 na skraju lasu Żabikowo. Walczono też o Srebrny Borek. W efekcie zbieżnych uderzeń, Niemcy zdobyli Srebrną i odcięli II batalion 42 pp od reszty ugrupowania dywizji. Batalion ten przetrwał do zmroku na skraju lasu żabikowskiego i nocnym atakiem na bagnety przełamał pierścień okrążenia, wrócił za szosę Zambrów – Ostrów Mazowiecka i schronił się w Czerwonym Borze w rejonie Mężenina. Po uporządkowaniu szyków i odpoczynku zdecydowano się na marsz w kierunku Białegostoku. Po 18.00 Niemcy wyprowadzili uderzenie ze Srebrnej i Paproci Dużej w kierunku Łętownicy na I batalion 42 pp. Atak odparto. Po 22.00 oddziały dywizji podjęły ostatnią próbę zorganizowanego wyjścia z okrążenia. Dowodzący oddziałem szturmowym płk Aleksander Hertel poległ, a natarcie załamało się. W nocy nieliczne grupy zdecydowały się przenikać przez ugrupowanie wroga na własną rękę. Udało się to między innymi około 120-osobowej grupie żołnierzy z ppłk. Wacławem Malinowskim na czele. Grupa przez Ruskołękę obeszła Andrzejewo od południa i zdołała dołączyć do Suwalskiej Brygady Kawalerii, a wraz z nią do Samodzielnej Grupy Operacyjnej „Polesie”. Ppłk Malinowski, wraz z nielicznymi już podkomendnymi, zakończył szlak bojowy 24 września pod Rawą Ruską. W nocy 12/13 września w rejon Krajewo-Ćwikały dotarły resztki III batalionu. Maszerując w kierunku Srebrnego Borku 13 września o świcie pozostałości III batalionu wpadły w zasadzkę i zostały rozbite i w większości wzięte w niewolę. 14 września po południu resztki II batalionu po potyczce dostały się do niewoli lub zostały rozproszone i przeszły do działań partyzanckich.

### Oddziały sformowane w koszarach po odjeździe 42 pp na miejsce koncentracji

#### Batalion marszowy 42 pp
Został zorganizowany do 3 września 1939 w koszarach pułku w Białymstoku. Następnie przeszedł do wsi Bagnówka. Dowódcą batalionu został por. Ignacy Stachowiak. Z uwagi na zagrożenie Białegostoku przez zbliżające się niemieckie oddziały batalion marszowy 42 pp podporządkowano dowództwu obrony miasta, które sprawował ppłk Zygmunt Szafranowski, a szefem sztabu został kpt. Tadeusz Kosiński. 11 września bm 42 pp rozwinął się w obronie. 2 kompania strzelecka z plutonem marszowym 14 dywizjonu artylerii konnej (dwie armaty) zajęła stanowiska na Wysokim Stoczku. 1 kompania strzelecka koło cmentarza św. Rocha. 3 kompania strzelecka w odwodzie. W rejonie Żółtki, Choroszcz wysunięto improwizowaną zbiorczą kompanię strzelecką z ciężkimi karabinami maszynowymi z 38 kompanii ckm plot. pod dowództwem por. Witolda Kiewlicza. 13 września pod Białystok podeszły oddziały Brygady Fortecznej „Lötzen”. 14 września na stanowiska kompanii zbiorczej por. Kiewlicza uderzyła Brygada „Lötzen” we wsi Żółtki po kilkugodzinnej walce kompania wycofała się do Białegostoku. 15 września około godz.9.00 szosą z Żółtki podeszły pod stanowiska obronne 2 kompanii strzeleckiej oddziały BF „Lötzen”. Przy wsparciu broni maszynowej i dwóch armat natarcie niemieckie zostało zatrzymane. Przy silnym wsparciu artylerii, lotnictwa i samochodów pancernych niemieckie natarcie zepchnęło 2 kompanię z Wysokiego Stoczka. Kontratak odwodowego plutonu pod dowództwem sierż. pchor. Antoniego Maleckiego powstrzymał dalsze natarcie niemieckiej piechoty i odrzucił z Wysokiego Stoczka. Oddziały niemieckie dokonały obejścia obrony batalionu marszowego 42 pp ze skrzydeł, spychając obronę szwadronów 2 pułku ułanów pod dowództwem rtm. Stanisława Sołtykiewicza na północnym skrzydle obrony w rejonie Pietrasz. Pod osłoną ułanów z 2 puł. i kompanii wartowniczej z 32 batalionu wartowniczego, batalion marszowy 42 pp wycofał się na rozkaz ppłk. Zygmunta Szafranowskiego z Białegostoku. Batalion wycofał się do Królowego Mostu i dalej do Wołkowyska. W Wołkowysku batalion wszedł w skład Zgrupowania „Wołkowysk” gen. bryg. Wacława Przeździeckiego. 17 września batalion marszowy 42 pp był bombardowany przez niemieckie lotnictwo, następnie transportem kolejowym odjechał przez Lidę do Wilna w celu wzmocnienia organizowanej obrony miasta. W trakcie postoju transportu z batalionem na stacji kolejowej w Bieniakoniach nadeszła informacja o wkroczeniu wojsk sowieckich. 19 września rano po dojechaniu do stacji kolejowej Landwarowo, dotarła do batalionu informacja o zajęciu Wilna przez wojska sowieckie. Wobec czego batalion marszowy 42 pp został wyładowany z transportu kolejowego, a dowódca batalionu rozwiązał oddział.

#### Oddział Zbierania Nadwyżek 42 pp
Z pozostałych w koszarach nadwyżek rezerwistów, kadry zawodowej, koni, pozostałości broni i sprzętu zorganizowano Oddział Zbierania Nadwyżek 42 pp pod dowództwem mjr Stefana II Wolskiego. OZN 42 pp skierowano do Ośrodka Zapasowego 18 Dywizji Piechoty w Białej Podlaskiej. Po wejściu w skład OZ 18 DP dzielił jego dalsze losy. Planowanym dowódcą OZ 18 DP był ppłk  Franciszek Faix pokojowy zastępca dowódcy 42 pp, jednak z nieustalonych przyczyn nie objął jego dowództwa.

## Symbole pułkowe

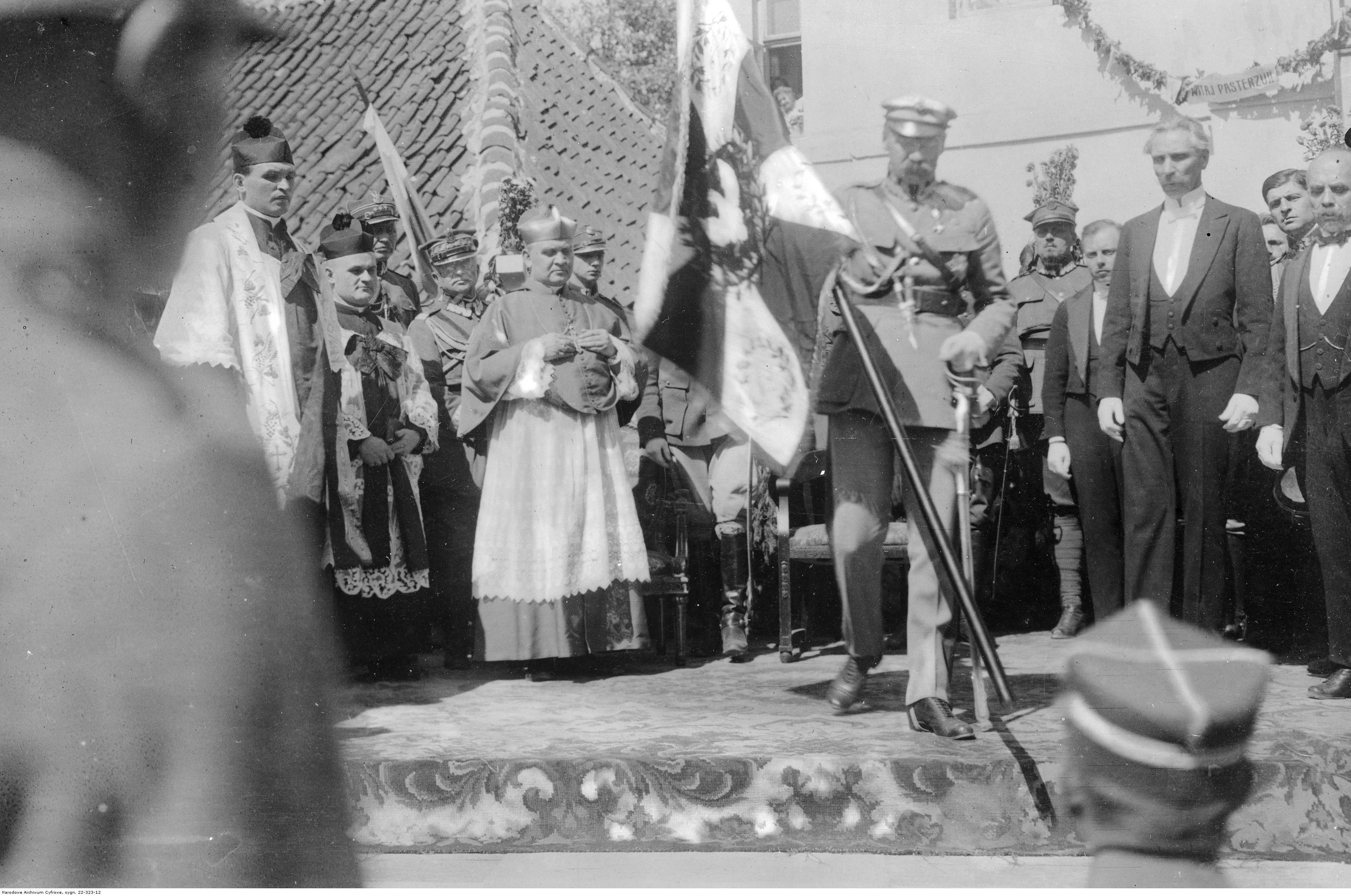
Marszałek Józef Piłsudski wręcza sztandar 42 pp 21 sierpnia 1921

### Sztandar
21 sierpnia 1921 roku w Białymstoku marszałek Polski Józef Piłsudski wręczył pułkowi chorągiew, ufundowaną przez społeczeństwo Białegostoku. Stało się to możliwe dzięki staraniom prezesa Rady Miejskiej Feliksa Filipowicza i prezydenta miasta Bolesława Szymańskiego. Wybór daty uroczystości nawiązywał do walk żołnierze 42 pp pod Mławą i wyzwolenia z rąk bolszewickich Białegostoku. Uroczystość wręczenia sztandaru połączono z nadaniem honorowego obywatelstwa miasta Józefowi Piłsudskiemu. Mszę świętą celebrował biskup wileński Jerzy Matulewicz, a poświęcenia sztandaru dokonał ks. dziekan ppłk Jaworski. Gwoździe w drzewce sztandaru wbijali między innymi: bp Matulewicz, marsz. Józef Piłsudski, dowódcę 42 pp ppłk Jan Tabaczyński, wojewoda białostocki Paweł Popielawski, gen. Władysław Frankowski, gen. Aleksander Pajewski, prezesa Filipowicz, prezydent Szymański. Matkami chrzestnymi sztandaru były: żona prezydenta miasta Maria Szymańska, prezes Koła Polek Antonina Żołątkowska oraz sekretarz Rady Miejskiej Jadwiga Klimkiewicz. Sztandar pułku był już sztandarem przepisowym. Widniały na nim daty zajęcia Mławy i wypędzenia Niemców z Białegostoku oraz herb miasta. W 1939 roku uzupełniono emblematy i napisy na lewej stronie płachty sztandaru. Uzupełnienia na lewej stronie płata sztandaru zatwierdzone zostały w Dzienniku Rozkazów MSWojsk. nr 2 z 1939, poz. 20.
Powrześniowe losy sztandaru
Ze sztandarem 42 pp na wrześniowym szlaku zetknął się por. Jan Guzowski. Wczesnym rankiem 6 września w okolicach Czerwonego Boru por. Guzowski odnalazł sztandar 42 pp. Na polecenie mjr. Prefica przekazał go komendantowi garnizonu „Białystok” mjr. Riedlowi z 10 puł. Uczestniczył w tym akcie sierż. Leon Borowski. Por. Guzowski spotkał mjr. Riedla w maju 1942 w Teheranie. Oświadczył on, że sztandary zostały zabezpieczone na terenie Białegostoku, w pewnej odległości od koszar 10 puł. Kiedy i w jaki sposób sztandar 42 pp dostał się w ręce Niemców, nie zostało wyjaśnione. Znajdował się on wśród kilku polskich sztandarów eksponowanych w berlińskim Zeughausie. Na wniosek Muzeum WP, w wyniku przeprowadzonej kwerendy w Museum fur Deutsche Geschichte (Muzeum Historii Niemiec), mieszczącym się w budynku po byłym Zeughausie, odnaleziono w magazynach i przekazano do Warszawy w czerwcu 1971 siedem sztandarów Wojska Polskiego, a wśród nich sztandar 42 pp z Białegostoku.

### Odznaka pamiątkowa
17 września 1927 roku generał dywizji Daniel Konarzewski w zastępstwie ministra spraw wojskowych zatwierdził wzór i regulamin odznaki pamiątkowej 42 pułku piechoty. Odznaka ma kształt pięcioramiennego krzyża, którego ramiona pokryte są białą emalią. Na środku krzyża na tarczy nałożona miniatura orła (grotu) chorągwi pułkowej z wpisanym na cokole numerem „42”. Ramiona krzyża połączone są wieńcem laurowym, a pola między nimi wypełniają tarcze z emblematami i napisami: miniatura odznaki b. Armii Polskiej we Francji, herb Białegostoku, medalion z podobizną głowy kobiecej – symbolem Francji, tarcza z nazwami pól bitewnych „STRUGA”, „DUBIENKA”, „MŁAWA” „1920” i herb Królestwa Włoskiego. Oficerska – dwuczęściowa, wykonana w tombaku srebrzonym, emaliowana, łączona dwoma nitami.

## Żołnierze pułku
| Dowódcy pułku          | Dowódcy pułku         | Dowódcy pułku                 | Dowódcy pułku                    |
| stopień                | imię i nazwisko       | okres pełnienia służby        | kolejne stanowisko               |
| ---------------------- | --------------------- | ----------------------------- | -------------------------------- |
| kpt.                   | Witold Wartha         | XII 1918 – III 1919           |                                  |
| mjr                    | Jan Feret             | III – IV 1919                 |                                  |
| płk                    | Lucjan Lemiable       | 24 IV – 15 X 1919             |                                  |
| płk piech.             | Jan Szyszkowski       | 15 X 1919 – 14 III 1920       |                                  |
| ppłk / płk piech.      | Karol Szemiot         | 14 III – 22 VI 1920           |                                  |
| kpt.                   | Karol Zagórski        | 22 VI – 24 VII 1920           | dostał się do niewoli            |
| kpt.                   | Józef Jasiński wz.    | 24 VII – 1 VIII 1920          |                                  |
| kpt.                   | Ludwik Krynicki       | 1 – 20 VIII 1920              |                                  |
| ppłk                   | Jan Tabaczyński       | 20 VIII – 18 IX 1920          |                                  |
| ppłk                   | Władysław Wejhert     | od 18 IX 1920                 |                                  |
| płk szt.gen.           | Henryk Pomazański     | od IX 1922                    |                                  |
| płk piech.             | Bolesław Fijałkowski  | 15 X 1923 – V 1926            | dowódca 2 Brygady OP             |
| płk szt.gen.           | Stefan Iwanowski      | 1926 – 26 IV 1928             | dowódca piechoty dywizyjnej 9 DP |
| ppłk piech.            | Stefan Błocki         | IV 1928 – VIII 1931           | komendant placu Wilno            |
| ppłk piech.            | Kazimierz Bogaczewicz | 25 VIII 1931 – XI 1935        | DOK III                          |
| ppłk piech.            | Stanisław Engel       | XI 1935 – IV 1937             | dowódca 6 pp Leg.                |
| ppłk piech.            | Wacław Malinowski     | 1937–1939                     |                                  |
| Zastępcy dowódcy pułku |                       |                               |                                  |
| ppłk piech.            | Jan Diak              | 10 VII – †29 IX 1922 Ossowiec |                                  |
| ppłk piech.            | Józef Kustroń         | 1 XI 1922 – 18 I 1925         | dowódca 55 pp                    |
| ppłk piech.            | Julian Schimak        | 22 V – VII 1925               | zastępca dowódcy 55 pp           |
| tyt. płk piech.        | Stanisław Palle       | VII 1925 – †9 IV 1926 Rajcza  |                                  |
| ppłk piech. inż.       | January Grzędziński   | 26 IV 1928 – 14 II 1929       | dowódca 67 pp                    |
| ppłk piech.            | Michał Głowacki       | 12 III 1929 – 1 VIII 1935     | komendant PKU Warszawa Miasto II |
| ppłk piech.            | Kazimierz Bąbiński    | 1935 – XI 1938                | dowódca 5 pp Leg.                |
| ppłk piech.            | Franciszek Faix       | 14 XII 1938 – VIII 1939       | dowódca OZ 18 DP                 |

| Obsada personalna i struktura organizacyjna w marcu 1939 |                                                |                                                |                                                |
| Dowództwo i kwatermistrzostwo i pododdziały specjalne    |                                                |                                                |                                                |
| stanowisko                                               | stopień, imię i nazwisko                       | stopień, imię i nazwisko                       | stopień, imię i nazwisko                       |
| dowódca pułku                                            | ppłk Wacław Malinowski                         | ppłk Wacław Malinowski                         | ppłk Wacław Malinowski                         |
| zastępca dowódcy                                         | ppłk Franciszek Józef Faix                     | ppłk Franciszek Józef Faix                     | ppłk Franciszek Józef Faix                     |
| adiutant                                                 | kpt. Józef Srzednicki                          | kpt. Józef Srzednicki                          | kpt. Józef Srzednicki                          |
| starszy lekarz                                           | mjr dr Władysław Piotr Machniewicz             | mjr dr Władysław Piotr Machniewicz             | mjr dr Władysław Piotr Machniewicz             |
| młodszy lekarz                                           | por. lek. Zbigniew Franciszek Wiczuk-Wiczewski | por. lek. Zbigniew Franciszek Wiczuk-Wiczewski | por. lek. Zbigniew Franciszek Wiczuk-Wiczewski |
| II zastępca dowódcy (kwatermistrz)                       | mjr Stefan II Wolski                           | mjr Stefan II Wolski                           | mjr Stefan II Wolski                           |
| oficer mobilizacyjny                                     | kpt. adm. (piech.) Stefan Halski               | kpt. adm. (piech.) Stefan Halski               | kpt. adm. (piech.) Stefan Halski               |
| zastępca oficera mobilizacyjnego                         | kpt. Stanisław Włodzimierz Małecki             | kpt. Stanisław Włodzimierz Małecki             | kpt. Stanisław Włodzimierz Małecki             |
| oficer administracyjno-materiałowy                       | kpt. Feliks Ignacy Jaworski                    | kpt. Feliks Ignacy Jaworski                    | kpt. Feliks Ignacy Jaworski                    |
| oficer gospodarczy                                       | kpt. int. Henryk Kącik                         | kpt. int. Henryk Kącik                         | kpt. int. Henryk Kącik                         |
| oficer żywnościowy                                       | por. adm. (piech.) Romuald Gieniusz            | por. adm. (piech.) Romuald Gieniusz            | por. adm. (piech.) Romuald Gieniusz            |
| dowódca kompanii gospodarczej                            | por. tab. Stanisław Romecki                    | por. tab. Stanisław Romecki                    | por. tab. Stanisław Romecki                    |
| kapelmistrz                                              | vacat                                          | vacat                                          | vacat                                          |
| dowódca plutonu łączności                                | por Witold Moniuszko                           | por Witold Moniuszko                           | por Witold Moniuszko                           |
| dowódca plutonu pionierów                                | kpt. Albin Gulewicz                            | kpt. Albin Gulewicz                            | kpt. Albin Gulewicz                            |
| dowódca plutonu artylerii piechoty                       | kpt. art. Bolesław Uchman                      | kpt. art. Bolesław Uchman                      | kpt. art. Bolesław Uchman                      |
| dowódca plutonu przeciwpancernego                        | ppor. Stefan Ignacy Ulankiewicz                | ppor. Stefan Ignacy Ulankiewicz                | ppor. Stefan Ignacy Ulankiewicz                |
| dowódca oddziału zwiadu                                  | ppor. Feliks Kępa                              | ppor. Feliks Kępa                              | ppor. Feliks Kępa                              |
|                                                          | I batalion                                     | II batalion                                    | III batalion                                   |
| dowódca batalionu                                        | mjr Feliks Guttakowski                         | mjr Stefan Drewnowski                          | mjr Feliks Chmielewski                         |
| dowódca kompanii                                         | kpt. dypl. Franciszek Herman                   | por. Zygmunt Enerlich                          | kpt. Roman Zniszczyński                        |
| dowódca plutonu                                          | por. Franciszek Majewski                       | ppor. Stefan Kolek                             | ppor. Edmund Niesterowicz                      |
| dowódca plutonu                                          | ppor. Kazimierz Sulkowski                      |                                                | ppor. Kazimierz Tomaszewski                    |
| dowódca kompanii                                         | por. Stanisław Jodko                           | kpt. Antoni Muliński                           | kpt. Jan Adam Kaliszek                         |
| dowódca plutonu                                          | ppor. Ludwik Miluski                           | por. Antoni Kornacki                           | por. Stanisław Uniśkiewicz                     |
| dowódca plutonu                                          |                                                | ppor. Edward Uchański                          |                                                |
| dowódca kompanii                                         | kpt. Józef Ludwik Bittmar                      | kpt. kontr. Bazyli Budzyłło                    | kpt. Zygmunt Perlitz                           |
| dowódca plutonu                                          | por. Franciszek Mazur                          | ppor. Roman Tymiński                           | por. Henryk Madyjewski                         |
| dowódca plutonu                                          | ppor. Stanisław Bolesław Naleziński            |                                                |                                                |
| dowódca kompanii km                                      | kpt. Aleksander Elektorowicz                   | kpt. Tadeusz Siedlanowski                      | por. Wacław Wasiak                             |
| dowódca plutonu                                          | por. Stanisław Uczciwek                        | por. Franciszek Skowronek                      | ppor. Jan Buczyński                            |
| dowódca plutonu                                          | ppor. Kazimierz Kołoszyc                       | ppor. Eugeniusz Juliusz Specht                 | por. Bolesław Zielenkiewicz                    |
| na kursie                                                | por. Bolesław Zielenkiewicz                    | por. Bolesław Zielenkiewicz                    | por. Bolesław Zielenkiewicz                    |
| 42 obwód przysposobienia wojskowego „Białystok”          |                                                |                                                |                                                |
| kmdt obwodowy PW                                         | mjr piech. Tadeusz Jan Riedl                   | mjr piech. Tadeusz Jan Riedl                   | mjr piech. Tadeusz Jan Riedl                   |
| kmdt miejski PW Białystok                                | ppor. kontr. uzbr. Władysław Kiewlicz          | ppor. kontr. uzbr. Władysław Kiewlicz          | ppor. kontr. uzbr. Władysław Kiewlicz          |
| kmdt powiatowy PW Białystok                              | por kontr. piech. Eugeniusz Jan Bulski         | por kontr. piech. Eugeniusz Jan Bulski         | por kontr. piech. Eugeniusz Jan Bulski         |
| kmdt powiatowy PW Wysokie Mazowieckie                    | ppor. kontr. piech. Tadeusz Stanisław Mincer   | ppor. kontr. piech. Tadeusz Stanisław Mincer   | ppor. kontr. piech. Tadeusz Stanisław Mincer   |
| kmdt powiatowy PW Szczuczyn Białostocki                  | kpt. adm. (piech.) Stefan Tadeusz Bogucki      | kpt. adm. (piech.) Stefan Tadeusz Bogucki      | kpt. adm. (piech.) Stefan Tadeusz Bogucki      |

| Żołnierze pułku – ofiary zbrodni katyńskiej                                    |                    |                      |                                          |             |
| Biogramy zamordowanych znajdują się na stronie internetowej Muzeum Katyńskiego |                    |                      |                                          |             |
| Nazwisko i imię                                                                | stopień            | zawód                | miejsce pracy przed mobilizacją          | zamordowany |
| Adamski Józef                                                                  | ppor. rez.         | nauczyciel           | kier. szkoły w Michałowie-Niezabudce     | Katyń       |
| Arcichowski Jan                                                                | ppor. rez.         | nauczyciel           |                                          | Katyń       |
| Bołbot Anatol                                                                  | ppor. rez.         | urzędnik             | Izba Skarbowa w Białymstoku              | Katyń       |
| Cieśla Edward                                                                  | por. rez.          | nauczyciel           | szkoła powszechna w Białymstoku          | Katyń       |
| Dagilis Jan Placyd                                                             | ppor. rez.         | handlowiec           | Bank Gosp. Kraj. w Białymstoku           | Katyń       |
| Gimza Józef                                                                    | ppor. rez.         | ogrodnik             |                                          | Katyń       |
| Hebda Zbigniew Jan                                                             | ppor. rez.         | kupiec               |                                          | Katyń       |
| Klentak Konstanty                                                              | ppor. rez.         | nauczyciel           | szkoła w pow. stolińskim                 | Katyń       |
| Kowalczyk Tadeusz                                                              | ppor. rez.         |                      |                                          | Katyń       |
| Kownacki Jan                                                                   | kpt. rez.          |                      |                                          | Katyń       |
| Kozłowski Antoni                                                               | ppor. rez.         | urzędnik             | Urząd Wojewody w Białymstoku             | Katyń       |
| Łagoda Stanisław                                                               | ppor. rez.         | nauczyciel           | Szkoła Powszechna w Dołubowie            | Katyń       |
| Łowicki Stanisław                                                              | ppor. rez.         |                      | majątek Dołubów                          | Katyń       |
| Maszko Władysław                                                               | ppor. rez.         | mierniczy            | Urząd Miejski w Bydgoszczy               | Katyń       |
| Mencel Wacław                                                                  | ppor. rez.         | buchalter            |                                          | Katyń       |
| Pachecka Jan                                                                   | ppor. rez.         | urzędnik celny       |                                          | Katyń       |
| Paczyński Władysław                                                            | ppor. rez.         | nauczyciel           | gimnazjum w Białymstoku                  | Katyń       |
| Perlitz Zygmunt                                                                | kpt. piech.        | oficer służby stałej | dowódca 9/42 pułku piechoty              | Katyń       |
| Puchalski Ryszard                                                              | ppor. rez.         |                      |                                          | Katyń       |
| Rogalski Henryk                                                                | ppor. rez.         | urzędnik             | Urząd Skarbowy w Białymstoku             | Katyń       |
| Salinger Stanisław                                                             | ppor. rez.         | ekonomista           | „Węgloblok” SA                           | Katyń       |
| Skalimowski Adam                                                               | ppor. rez.         | nauczyciel           | szkoła w Gródku                          | Katyń       |
| Specht Eugeniusz                                                               | ppor.              | oficer służby stałej | dowódca plkm                             | Katyń       |
| Szczęsny Włodzimierz                                                           | ppor. rez.         | technik rolnictwa    | leśniczy w Nadleśnictwie Mielnik         | Katyń       |
| Szymkowski Wacław                                                              | ppor. rez.         | nauczyciel           | szkoła powszechna w Białymstoku          | Katyń       |
| Świrydowicz Henryk                                                             | ppor. rez.         |                      |                                          | Katyń       |
| Tokarski Władysław                                                             | ppor. rez.         |                      | Urząd Skarbowy w Sokółce                 | Katyń       |
| Tomaszewski Kazimierz                                                          | ppor.              | oficer służby stałej | w marcu 1939 dowódca plutonu 7. kompanii | Katyń       |
| Ułasiewicz Kazimierz                                                           | ppor. rez.         | urzędnik             | Zarząd Miejski m. Warszawa               | Katyń       |
| Uniśkiewicz Stanisław                                                          | por.               | oficer służby stałej | dowódca plutonu w 8/42 pp                | Katyń       |
| Wasilewski Leon                                                                | ppor. rez.         | absolwent UW         |                                          | Katyń       |
| Wykpisz Stanisław                                                              | ppor. rez.         | prawnik              | sąd w Białymstoku                        | Katyń       |
| Żuk Henryk                                                                     | ppor. rez.         | technik kolejnictwa  |                                          | Katyń       |
| Bannet Mieczysław                                                              | chor. rez.         |                      | dyr. zakładów w Białymstoku              | Charków     |
| Bechcicki Jan                                                                  | chor.              | podoficer zawodowy   |                                          | Charków     |
| Gerth Bronisław                                                                | por. rez.          | urzędnik             | PKP                                      | Charków     |
| Gielg Ryszard                                                                  | ppor. rez.         | prawnik              | Polskie Radio (e)                        | Charków     |
| Stefan Halski                                                                  | kpt. adm. (piech.) | oficer służby stałej | OZ 18 DP                                 | Charków     |
| Kalinowski Wiktor                                                              | ppor. rez.         | technik kolejnictwa  |                                          | Charków     |
| Kępa Władysław                                                                 | por. piech. rez.   | pracownik wojska     | Komenda Rejonu Uzupełnień Białystok      | Charków     |
| Kołoszyc Kazimierz                                                             | ppor. piech.       | oficer służby stałej |                                          | Charków     |
| Kornacki Antoni                                                                | por. piech.        | oficer służby stałej | dowódca plutonu 5/42 pp                  | Charków     |
| Litwińczuk Piotr                                                               | ppor. rez.         | urzędnik             |                                          | Charków     |
| Mierczyński Kazimierz                                                          | ppor. rez.         | nauczyciel           |                                          | Charków     |
| Muliński Antoni                                                                | kpt. piech.        | oficer służby stałej | dowódca 5/42 pp                          | Charków     |
| Narbutowicz Mikołaj                                                            | ppor. rez.         | urzędnik             |                                          | Charków     |
| Pieńczykowski Julian                                                           | ppor. rez.         | urzędnik             | urząd skarbowy                           | Charków     |
| Pilis Ryszard                                                                  | ppor. rez.         | nauczyciel           | szkoła powszechna                        | Charków     |
| Sienicki Stanisław                                                             | ppor. rez.         | mierniczy            | pracował w Grodnie                       | Charków     |
| Sulkowski Kazimierz                                                            | ppor. rez.         |                      |                                          | Charków     |
| Szatunow Edward                                                                | ppor. rez.         |                      |                                          | Charków     |
| Unruh Ryszard                                                                  | ppor. rez.         |                      | Wytwórnia Amunicji nr 1                  | Charków     |
| Wasiak Wacław                                                                  | por. piech.        | oficer służby stałej | dowódca 3 kkm/42 pp                      | Charków     |
| Stefan II Wolski                                                               | mjr piech.         | oficer służby stałej | OZ 18 DP                                 | Charków     |
| Zniszczyński Roman                                                             | kpt. piech.        | oficer służby stałej | dowódca 7/42 pp                          | Charków     |
| Stachurski Antoni                                                              | st. sierż.         | podoficer zawodowy   |                                          | BLK         |

## Upamiętnienie
1 marca 2017 roku, w ramach obchodów Narodowego Dnia Pamięci „Żołnierzy Wyklętych”, Minister Obrony Narodowej Antoni Macierewicz nakazał 1 Podlaskiej Brygadzie Obrony Terytorialnej w Białymstoku przejąć i z honorem kultywować między innymi tradycje 42 pułku piechoty AK.
Rok 2022 Rada Miasta Białegostoku ogłosiła Rokiem 42 Pułku Piechoty upamiętniając w ten sposób 100-ną rocznicę przeniesienia pułku do Białegostoku i jego rolę w historii miasta.

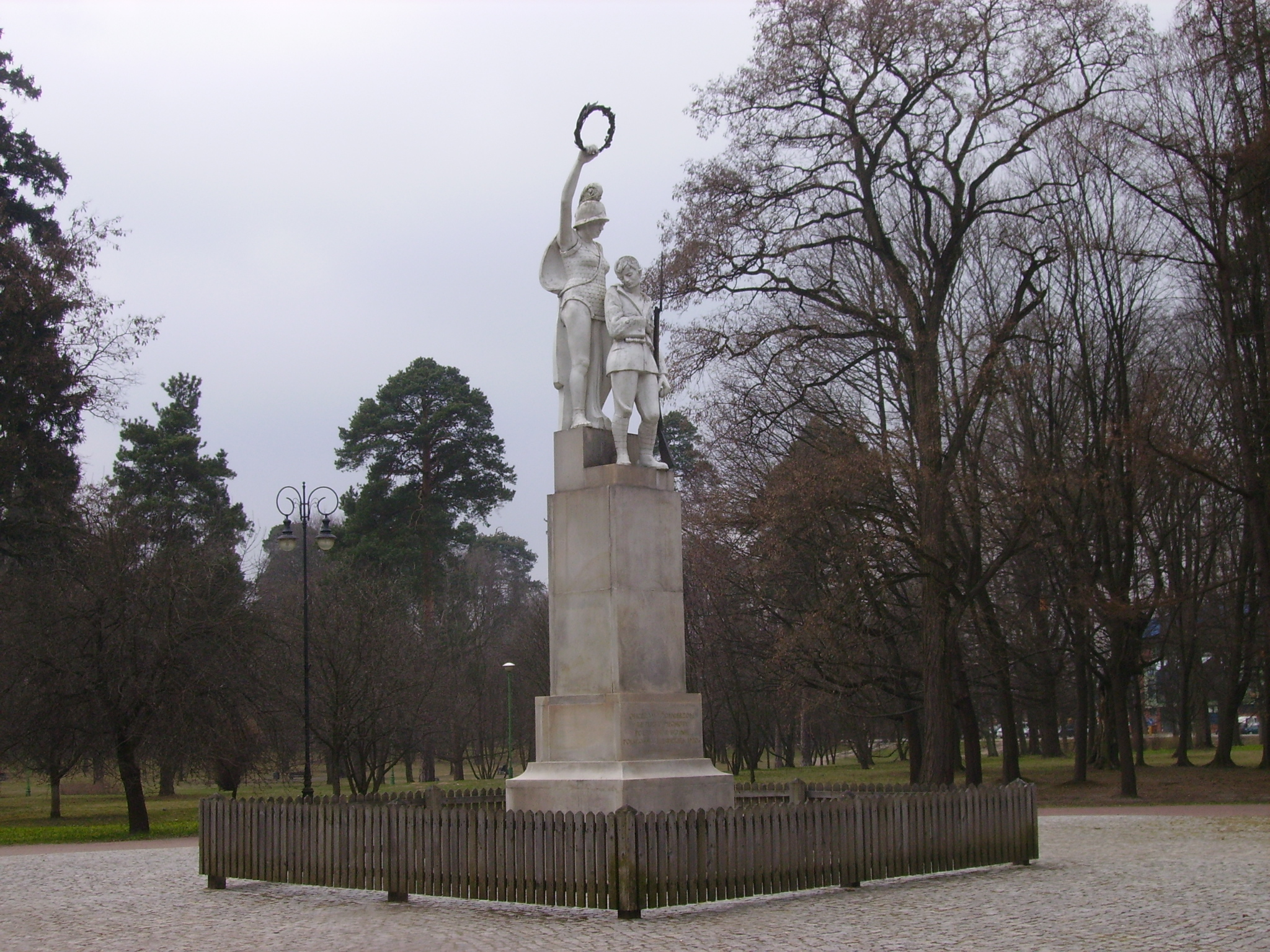
Pomnik żołnierzy 42 pp poległych w wojnie polsko-bolszewickiej